# Зниклі населені пункти Житомирської області
Цей перелік містить колишні населені пункти, що існували на території сучасної Житомирської області України. Сюди включені також ті, що існували до утворення Житомирської області у 1937 році на територіях, включених до складу області.
Перша колонка — остання відома назва населеного пункту за авторитетними джерелами, друга колонка — остання відома категорія населеного пункту, третя — остання відома адміністративно-територіальна одиниця приналежности другого порядку, четверта — остання відома адміністративна одиниця безпосереднього підпорядкування населеного пункту, п'ята — остання відома чисельність населення на дату, шоста — остання відома кількість дворів на дату, сьома — час заснування, якщо про це є інформація в авторитетних джерелах, восьма — дата ліквідації, якщо відома, дев'ята — відома інформація про населений пункт; заповнюється при відсутности окремої статті, десята — координати місця населеного пункту, визначено за історичними мапами.

## Перелік
| Назва                           | Тип             | Район, повіт                   | Рада, волость                                    | Населення, осіб (дата) | Дворів (дата) | Час заснування  | Дата ліквідації   | Інформація | Координати                                                              |
| ------------------------------- | --------------- | ------------------------------ | ------------------------------------------------ | ---------------------- | ------------- | --------------- | ----------------- | --- | ----------------------------------------------------------------------- |
| Августівка                      | колонія         | Новоград-Волинський повіт      | Жолобенська волость                              | 57 (1906)              | 15 (1906)     |                 | до 1923           | |                                                                         |
| Аврамів                         | хутір           | Любарський район               | Панасівська сільська рада                        | 62 (1926)              | 15 (1926)     | 1850            | до 1 жовтня 1941  | |                                                                         |
| Агротехнікум                    | поселення       | Любарський район               | Новочорторийська сільська рада                   | 66 (1926)              | 34 (1926)     | 1920            | до 1 жовтня 1941  | | 50°01′12″ пн. ш. 27°43′39″ сх. д. / 50.019918° пн. ш. 27.727637° сх. д. |
| Адамівка                        | колонія         | Червоноармійський район        | Фрайнвальдська сільська рада                     | 93 (1924)              | 16 (1924)     |                 | до 1 жовтня 1941  | | 50°26′25″ пн. ш. 28°09′59″ сх. д. / 50.440187° пн. ш. 28.166506° сх. д. |
| Аделін                          | колонія         | Ярунський район                | Токарівська сільська рада                        | 186 (1926)             | 40 (1926)     |                 | до 1 жовтня 1941  | | 50°31′46″ пн. ш. 27°21′50″ сх. д. / 50.529378° пн. ш. 27.363773° сх. д. |
| Азарова                         | лісова сторожка | Житомирський повіт             | Озадівська волость                               |                        |               |                 | до 1923           | Станом на 1923 рік не значиться на обліку. |                                                                         |
| Аксений                         | хутір           | Коростишівський район          | Царівська сільська рада                          |                        |               |                 | до 1 жовтня 1941  | |                                                                         |
| Алинівка                        | колонія         | Черняхівський район            | Славівська сільська рада                         | 185 (1927)             | 35 (1927)     | 1893            | 1939              | |                                                                         |
| Алинівка                        | колонія         | Радомисльський повіт           | Малинська волость                                | 75 (1900)              | 12 (1900)     |                 | до 1924           | |                                                                         |
| Альбертівка                     | колонія         | Базарський район               | Великокліщівська сільська рада                   | 150 (1941)             | 35 (1941)     |                 | 7 червня 1946     | | 51°05′37″ пн. ш. 29°11′05″ сх. д. / 51.093559° пн. ш. 29.184586° сх. д. |
| Альфредів                       | хутір           | Любарський район               | Казенно-Громадська сільська рада                 | 58 (1926)              | 14 (1926)     | 1872            | до 1 жовтня 1941  | |                                                                         |
| Амалин                          | колонія         | Червоноармійський район        | Рудокопівська сільська рада                      | 150 (1924)             | 27 (1924)     |                 | до 1 жовтня 1941  | | 50°30′44″ пн. ш. 27°59′46″ сх. д. / 50.512251° пн. ш. 27.996089° сх. д. |
| Амалинівка                      | колонія         | Пулинський район               | Улашанівська сільська рада                       | 150 (1910)             | 25 (1906)     |                 | 1923              | | 50°35′29″ пн. ш. 28°01′44″ сх. д. / 50.591389° пн. ш. 28.028889° сх. д. |
| Анастазівський                  | хутір           | Новоград-Волинський повіт      | Городницька волость                              | 15 (1906)              | 3 (1906)      |                 | до 1923           | |                                                                         |
| Андріїв-Український             | село            | Черняхівський район            | Андріївська сільська рада                        | 921 (1923)             | 114 (1923)    |                 | 29 червня 1960    | | 50°30′24″ пн. ш. 28°40′51″ сх. д. / 50.506610° пн. ш. 28.680935° сх. д. |
| Андріївка                       | колонія         | Володарсько-Волинський район   | Краївщинська сільська рада                       | 248 (1924)             | 44 (1924)     |                 | до 1 жовтня 1941  | | 50°43′00″ пн. ш. 28°23′09″ сх. д. / 50.716538° пн. ш. 28.385762° сх. д. |
| Андріївка                       | слобода         | Житомирський повіт             | Троянівська волость                              | 50 (1906)              | 8 (1906)      |                 | до 1923           | |                                                                         |
| Андріїшин                       | хутір           | Сквирський повіт               | Топорівська волость                              | 6 (1900)               | 2 (1900)      |                 | до 1926           | |                                                                         |
| Андрушівська гуральня           | поселення       | Андрушівський район            | Гардишівська сільська рада                       | 69 (1926)              | 23 (1926)     | невідомий       | до 1 жовтня 1941  | |                                                                         |
| Андрушки                        | хутір           | Попільнянський район           | Андрушківська сільська рада                      | 162 (1900)             | 19 (1900)     |                 | до 1 вересня 1946 | | 49°52′24″ пн. ш. 29°22′20″ сх. д. / 49.873334° пн. ш. 29.372133° сх. д. |
| Аннівка                         | хутір           | Баранівський район             | Полянківська сільська рада                       |                        |               |                 | до 1 жовтня 1941  | Відомий з 1929 року. Станом на 1 жовтня 1941 року не значився на обліку населених пунктів. |                                                                         |
| Аннопільський                   | хутір           | Потіївський район              | Аннопільська сільська рада                       |                        |               |                 | до 1 жовтня 1941  | | 50°33′54″ пн. ш. 28°51′29″ сх. д. / 50.564926° пн. ш. 28.858143° сх. д. |
| Антонів                         | хутір           | Малинський район               | Пинязевицька сільська рада                       | 17 (1926)              | 3 (1926)      |                 | до 1 жовтня 1941  | | 50°43′31″ пн. ш. 29°22′04″ сх. д. / 50.725274° пн. ш. 29.367842° сх. д. |
| Арендарський                    | хутір           | Новоград-Волинський повіт      | Сербівська волость                               | 5 (1906)               | 1 (1906)      |                 | до 1923           | |                                                                         |
| Арендта                         | хутір           | Новоград-Волинський повіт      | Романівецька волость                             | 50 (1906)              | 4 (1906)      |                 | до 1923           | |                                                                         |
| Артанка                         | хутір           | Іванківський район             | Вацьківська сільська рада                        |                        |               |                 | до 30 січня 1928  | |                                                                         |
| Артинськ                        | село            | Олевський район                | Артинська сільська рада                          | 207 (1923)             | 36 (1923)     |                 | 1939              | | 51°14′25″ пн. ш. 27°47′52″ сх. д. / 51.240387° пн. ш. 27.797648° сх. д. |
| Артполігон                      | хутір           | Коростенський район            | Васьковицька сільська управа                     |                        |               |                 |                   | Станом на 1 жовтня 1941 року числився як населений пункт Васьковицької сільської управи Коростенського району. |                                                                         |
| Архипів                         | хутір           | Овруцький район                | Жолонська сільська рада                          | 60 (1900)              | 14 (1900)     |                 | до 1 жовтня 1941  | |                                                                         |
| Архієрейська дача               | поселення       | Житомирський повіт             | Левківська волость                               |                        |               |                 | до 1911           | Станом на 1911 рік не значилося на обліку. |                                                                         |
| Бабиничський                    | дитячий будинок | Народицький район              | Закусилівська сільська рада                      |                        |               |                 | до 1 вересня 1946 | Станом на 17 грудня 1926 року показаний у підпорядкуванні Закусилівської сільської ради Народицького району Коростенської округи. На 1 жовтня 1941 року значився як х. Велика Школа Бабиницької сільської управи. На 1 вересня 1946 року не значився на обліку. |                                                                         |
| Бабинський                      | хутір           | Щорський район                 | Червонохатківська сільська рада                  | 58 (1924)              | 12 (1924)     |                 | до 1 жовтня 1941  | | 50°15′11″ пн. ш. 28°02′17″ сх. д. / 50.252943° пн. ш. 28.037975° сх. д. |
| Бабичі                          | хутір           | Чуднівський район              | Дубищенська сільська рада                        | 113 (1926)             | 23 (1926)     | 1676            | до 1 жовтня 1941  | | 50°04′20″ пн. ш. 28°11′25″ сх. д. / 50.072282° пн. ш. 28.190153° сх. д. |
| Бабичівка                       | колонія         | Червоноармійський район        | Видумська сільська рада                          | 214 (1924)             | 36 (1924)     |                 | до 1 жовтня 1941  | |                                                                         |
| Бабій Гай                       | лісова сторожка | Бердичівський район            | Красівська сільська рада                         | 4 (1926)               | 1 (1926)      | 1906            | до 1 жовтня 1941  | Станом на 17 грудня 1926 року числився у підпорядкуванні Красівської сільської ради Бердичівського району Бердичівської округи. На 1 жовтня 1941 року не значилася на обліку. |                                                                         |
| Бабське                         | хутір           | Ушомирський район              | Купищенська сільська рада                        |                        |               |                 | до 1 жовтня 1941  | Станом на 17 грудня 1926 року числився у підпорядкуванні Купищенської сільської ради Ушомирського району Коростенської округи. На 1 жовтня 1941 року не значився на обліку. |                                                                         |
| Багно                           | хутір           | Малинський район               | Ворсівська сільська рада                         |                        |               |                 | до 1 жовтня 1941  | До 1923 року входив до складу Малинської волості Радомисльського повіту Київської губернії. У 1923 році увійшов до складу новоутвореної Ворсівської сільської ради, яка 7 березня 1923 року включена до складу новоствореного Малинського району Малинської округи. На 1 жовтня 1941 року не значився на обліку. |                                                                         |
| Багно                           | урочище         | Малинський район               | Щербатівська сільська рада                       |                        |               |                 | до 1 жовтня 1941  | Станом на 17 грудня 1926 року числилося у підпорядкуванні Щербатівської сільської ради Малинського району Коростенської округи. На 1 жовтня 1941 року не значилося на обліку. |                                                                         |
| Багно                           | хутір           | Радомишльський район           | Вепринська сільська рада                         |                        |               |                 | до 1 жовтня 1941  | Станом на 13 лютого 1928 року числився у підпорядкуванні Вепринської сільської ради Малинського району Волинської округи. На 1 жовтня 1941 року не значився на обліку. |                                                                         |
| Багоники                        | хутір           | Ушомирський район              | Бехівська сільська рада                          |                        |               |                 | до 1 жовтня 1941  | Інша назва — Захарів. Станом на 17 грудня 1926 року числився у підпорядкуванні Бехівської сільської ради Ушомирського району Коростенської округи. На 1 жовтня 1941 року не значився на обліку. |                                                                         |
| Багрич-Держанівка               | хутір           | Олевський район                | Стовпинська сільська рада                        |                        |               |                 | до 1 жовтня 1941  | Станом на 17 грудня 1926 року числився у підпорядкуванні Стовпинської сільської ради Олевського району Коростенської округи. На 1 жовтня 1941 року не значився на обліку. |                                                                         |
| Багрич-Стовпчанська             | хутір           | Олевський район                | Стовпинська сільська рада                        |                        |               |                 | до 1 жовтня 1941  | Станом на 17 грудня 1926 року числився у підпорядкуванні Стовпинської сільської ради Олевського району Коростенської округи. На 1 жовтня 1941 року не значився на обліку. |                                                                         |
| Базарська Колона                | село            | Народицький район              | Базарська сільська рада                          |                        |               |                 | 22 березня 1968   | | 51°03′24″ пн. ш. 29°14′46″ сх. д. / 51.056646° пн. ш. 29.246005° сх. д. |
| Базилів                         | хутір           | Баранівський район             | Червонохатківська сільська рада                  | 85 (1924)              | 15 (1924)     |                 | до 1 жовтня 1941  | | 50°13′28″ пн. ш. 28°02′53″ сх. д. / 50.224409° пн. ш. 28.048146° сх. д. |
| Байрацький                      | хутір           | Новоград-Волинський район      | Повчинська сільська рада                         | 4 (1906)               | 1 (1906)      |                 | 29 вересня 1960   | | 50°41′17″ пн. ш. 27°20′27″ сх. д. / 50.688060° пн. ш. 27.340830° сх. д. |
| Балавші                         | хутір           | Олевський район                | Юрівська сільська рада                           |                        |               |                 | до 1 жовтня 1941  | Станом на 17 грудня 1926 року числився у підпорядкуванні Юрівської сільської ради Олевського району Коростенської округи. На 1 жовтня 1941 року не значився на обліку. |                                                                         |
| Баластний кар'єр                | поселення       | Овруцький район                | Ігнатпільська сільська рада                      |                        |               |                 | до 1 березня 1961 | Станом на 4 грудня 1954 року числився у підпорядкуванні Ігнатпільської сільської ради Овруцького району. На 1 березня 1961 року не значився на обліку. |                                                                         |
| Банкова                         | хутір           | Любарський район               | Коростківська сільська рада                      | 231 (1926)             | 48 (1926)     | 1907            | до 1 жовтня 1941  | |                                                                         |
| Барак                           | хутір           | Радомишльський район           | Кримоцька сільська управа                        |                        |               |                 | до 1 вересня 1946 | Станом на 1 жовтня 1941 року числився у підпорядкуванні Кримоцької сільської управи Радомишльського району Житомирської області. На 1 вересня 1946 року не значився на обліку. |                                                                         |
| Барак Городка                   | хутір           | Житомирський район             | Скоморохівська сільська управа                   |                        |               |                 | до 1 вересня 1946 | Станом на 1 жовтня 1941 року числився у підпорядкуванні Скоморохівська сільської управи Житомирського району Житомирської області. На 1 вересня 1946 року не значився на обліку. |                                                                         |
| Бараки                          | хутір           | Городницький район             | Броницька сільська рада                          |                        |               |                 | до 1 жовтня 1941  | |                                                                         |
| Баранівка                       | хутір           | Барашівський район             | Зеленицька сільська рада                         | 223 (1923)             | 36 (1923)     |                 | 29 червня 1960    | | 50°43′35″ пн. ш. 28°16′12″ сх. д. / 50.726357° пн. ш. 28.269934° сх. д. |
| Баранівський                    | хутір           | Бердичівський район            | Великонизгорецька сільська рада                  | 6 (1926)               | 1 (1926)      | 1920            | до 1 жовтня 1941  | |                                                                         |
| Барашівка                       | хутір           | Чуднівський район              | Дубищенська сільська рада                        | 226 (1926)             | 43 (1926)     | 1526            | 29 червня 1960    | | 50°03′33″ пн. ш. 28°11′31″ сх. д. / 50.059052° пн. ш. 28.191827° сх. д. |
| Барбарівка                      | колонія         | Новоград-Волинська міська рада | Миколаївська сільська рада                       | 272 (1924)             | 40 (1924)     |                 | до 1 жовтня 1941  | |                                                                         |
| Барвінок                        | хутір           | Потіївський район              | Заньківська сільська рада                        |                        |               |                 | до 1 жовтня 1941  | Станом на 2 лютого 1928 року числився в підпорядкуванні Заньківської сільської ради Потіївського району Волинської округи. На 1 жовтня 1941 року не значився на обліку. |                                                                         |
| Бартечка                        | хутір           | Любарський район               | Новолюбарська сільська рада                      | 17 (1926)              | 4 (1926)      | невідомо        | до 1 жовтня 1941  | |                                                                         |
| Батютин                         | хутір           | Потіївський район              | Ємилівська сільська рада                         | 120 (1923)             | 24 (1923)     |                 | до 1 жовтня 1941  | | 50°42′21″ пн. ш. 28°43′09″ сх. д. / 50.705795° пн. ш. 28.719130° сх. д. |
| Бацькуни                        | хутір           | Овруцький район                | Липсько-Романівська сільська рада                |                        |               |                 | до 1 вересня 1946 | Станом на 17 грудня 1926 року числився у підпорядкуванні Липсько-Романівської сільської ради Овруцького району Коростенської округи. На 1 вересня 1946 року не значився на обліку. |                                                                         |
| Башмакова                       | хутір           | Бердичівський район            | Великонизгорецька сільська рада                  | 17 (1926)              | 4 (1926)      | 1910            | до 1 жовтня 1941  | |                                                                         |
| Баюрського                      | хутір           | Любарський район               | Вищикусівська сільська рада                      | 1 (1926)               | 1 (1926)      | 1896            | до 1 жовтня 1941  | |                                                                         |
| Бедрія                          | хутір           | Барашівський район             | Білківська сільська рада                         | 50 (1924)              | 9 (1926)      |                 | до 1 жовтня 1941  | |                                                                         |
| Беззубків                       | хутір           | Любарський район               | Юрівська сільська рада                           | 21 (1926)              | 6 (1926)      | невідомо        | до 1 жовтня 1941  | |                                                                         |
| Безхлібниця                     | хутір           | Баранівський район             | Рогачівська сільська рада                        | 24 (1923)              | 4 (1923)      |                 | до 1 жовтня 1941  | | 50°23′57″ пн. ш. 27°40′48″ сх. д. / 50.399049° пн. ш. 27.679887° сх. д. |
| Бентковської                    | хутір           | Радомисльський повіт           | Коростишівська волость                           | 2 (1900)               | 1 (1923)      |                 | до 1924           | |                                                                         |
| Берви                           | хутір           | Радомишльський район           | Забілоцька сільська рада                         |                        |               |                 | до 1 жовтня 1941  | Також Берни. Станом на вересень 1924 року числився у підпорядкуванні Забілоцької сільської ради Радомишльського району Малинської округи. На 1 жовтня 1941 року не значився на обліку. |                                                                         |
| Березина                        | лісова сторожка | Вчорайшенський район           | Вчорайшенська сільська рада                      | 4 (1926)               | 1 (1926)      | невідомий       | до 1 жовтня 1941  | |                                                                         |
| Березина                        | хутір           | Потіївський район              | Свидянська сільська рада                         |                        |               |                 | до 1 жовтня 1941  | |                                                                         |
| Березине                        | село            | Житомирський район             | Миролюбівська сільська рада                      |                        |               | 16 вересня 1960 | 9 грудня 1985     | | 50°06′35″ пн. ш. 28°27′55″ сх. д. / 50.109722° пн. ш. 28.465278° сх. д. |
| Березівка                       | село            | Малинський район               | Морозівська сільська рада                        | 144 (1941)             | 36 (1941)     |                 | 9 грудня 1985     | | 50°59′31″ пн. ш. 29°27′56″ сх. д. / 50.992057° пн. ш. 29.465656° сх. д. |
| Березівка                       | колонія         | Житомирський район             | Садківська сільська рада                         | 258 (1924)             | 44 (1924)     |                 | до 1 жовтня 1941  | | 50°19′22″ пн. ш. 28°26′50″ сх. д. / 50.322817° пн. ш. 28.447347° сх. д. |
| Березівка                       | село            | Житомирський район             | Покостівська сільська рада                       | 307 (1924)             | 52 (1924)     |                 | до 1 жовтня 1941  | | 50°13′58″ пн. ш. 28°11′10″ сх. д. / 50.232806° пн. ш. 28.186249° сх. д. |
| Березівська застава             | поселення       | Житомирська міська рада        | Березівська сільська рада                        | 30 (1906)              | 5 (1906)      |                 | до 1 жовтня 1941  | |                                                                         |
| Березівський млин               | поселення       | Пулинський район               | Черемошненська сільська рада                     |                        |               |                 | до 1 жовтня 1941  | Також Березівський млин при Черемошні. Станом на 15 червня 1926 року числився у підпорядкуванні Черемошненської сільської ради Пулинського району Житомирської округи. На 1 жовтня 1941 року не значився на обліку. |                                                                         |
| Березки                         | ферма           | Радомисльський повіт           | Коростишівська волость                           | 13 (1900)              | 1 (1900)      |                 | до 1924           | |                                                                         |
| Березова Гать                   | село            | Червоноармійський район        | Соколівська сільська рада                        | 56 (1923)              | 16 (1923)     |                 | до 1 жовтня 1941  | |                                                                         |
| Березова Гать                   | хутір           | Коростишівський район          | Лазарівська сільська рада                        | 32 (1926)              | 8 (1926)      |                 | до 1 жовтня 1941  | |                                                                         |
| Березова Гать                   | хутір           | Потіївський район              | Жадьківська сільська рада                        |                        |               |                 | до 1 жовтня 1941  | |                                                                         |
| Березове Болото                 | хутір           | Коростишівський район          | Продубіївська сільська рада                      |                        |               |                 | до 1 жовтня 1941  | Станом на вересень 1929 року числився у підпорядкуванні Продубіївської сільської ради Коростишівського району Волинської округи. На 1 жовтня 1941 року не значився на обліку. |                                                                         |
| Берестені                       | хутір           | Олевський район                | Перганська сільська рада                         |                        |               |                 | до 1 жовтня 1941  | Станом на 17 грудня 1926 року числився у підпорядкуванні Перганської сільської ради Олевського району Коростенської округи. На 1 жовтня 1941 року не значився на обліку. |                                                                         |
| Берестин                        | колонія         | Радомисльський повіт           | Малинська волость                                | 11 (1900)              | 2 (1900)      |                 | до 1924           | |                                                                         |
| Берестниця                      | хутір           | Базарський район               | Гуто-Мар'ятинська сільська рада                  | 70 (1923)              | 16 (1923)     |                 | до 1 жовтня 1941  | |                                                                         |
| Берестяне                       | хутір           | Малинський район               | Єлівська сільська рада                           | 104 (1926)             | 18 (1926)     |                 | до 1 жовтня 1941  | |                                                                         |
| Берестянка                      | колонія         | Новоград-Волинський повіт      | Курненська волость                               | 60 (1906)              | 7 (1906)      |                 |                   | |                                                                         |
| Берестянка                      | хутір           | Новоград-Волинський район      | Повчинська сільська рада                         |                        |               |                 | 29 вересня 1960   | |                                                                         |
| Берлени                         | хутір           | Олевський район                | Юрівська сільська рада                           |                        |               |                 | до 1 жовтня 1941  | Станом на 17 грудня 1926 року числився у підпорядкуванні Юрівської сільської ради Олевського району Коростенської округи. На 1 жовтня 1941 року не значився на обліку. |                                                                         |
| Берліж                          | хутір           | Овруцький район                | Виступовицька сільська рада                      |                        |               |                 | до 1 жовтня 1941  | Станом на 17 грудня 1926 року числився у підпорядкуванні Виступовицької сільської ради Овруцького району Коростенської округи. На 1 жовтня 1941 року не значився на обліку. |                                                                         |
| Берне                           | хутір           | Щорський район                 | Турівська сільська рада                          | 56 (1923)              | 10 (1923)     |                 | до 1 жовтня 1941  | |                                                                         |
| Берчук                          | хутір           | Радомишльський район           | Борщівська сільська рада                         |                        |               |                 | до 1 жовтня 1941  | Станом на 13 лютого 1928 року числився у підпорядкуванні Борщівської сільської ради Радомишльського району Волинської округи. На 1 жовтня 1941 року не значився на обліку. |                                                                         |
| Бесідки                         | хутір           | Радомишльський район           | Мінінська сільська рада                          |                        |               |                 | до 1 жовтня 1941  | Станом на 15 червня 1926 року числився у підпорядкуванні Мінінської сільської ради Радомишльського району Волинської округи. На 1 жовтня 1941 року не значився на обліку. |                                                                         |
| Бехи                            | станція         | Коростенський район            | Михайлівська сільська управа                     |                        |               |                 | до 1 вересня 1946 | |                                                                         |
| Бза                             | хутір           | Олевський район                | Озерянська сільська рада                         |                        |               |                 | до 1 жовтня 1941  | Станом на 17 грудня 1926 року числився у підпорядкуванні Озерянської сільської ради Олевського району Коростенської округи. На 1 жовтня 1941 року не значився на обліку. |                                                                         |
| Билинка                         | хутір           | Малинський район               | Пинязевицька сільська рада                       |                        |               |                 | до 17 грудня 1926 | |                                                                         |
| Бистріївка                      | хутір           | Радомишльський район           | Борщівська сільська рада                         |                        |               |                 | до 1 жовтня 1941  | Станом на 13 лютого 1928 року числився у підпорядкуванні Борщівської сільської ради Радомишльського району Волинської округи. На 1 жовтня 1941 року не значився на обліку. |                                                                         |
| Бичок                           | хутір           | Словечанський район            | Бігунська сільська рада                          |                        |               |                 | до 1 жовтня 1941  | Станом на 17 грудня 1926 року числився у підпорядкуванні Бігунської сільської ради Словечанського району Коростенської округи. На 1 жовтня 1941 року не значився на обліку. |                                                                         |
| Бідів                           | хутір           | Андрушівський район            | Крилівська сільська рада                         | 70 (1926)              | 13 (1926)     | 1854            | до 1 жовтня 1941  | |                                                                         |
| Біла Глина                      | хутір           | Олевський район                | Озерянська сільська рада                         |                        |               |                 | до 1 жовтня 1941  | Станом на 17 грудня 1926 року числився у підпорядкуванні Озерянської сільської ради Олевського району Коростенської округи. На 1 жовтня 1941 року не значився на обліку. |                                                                         |
| Білеве Ріпище                   | хутір           | Малинський район               | Головківська сільська рада                       |                        |               |                 | до 1 жовтня 1941  | |                                                                         |
| Біленьких                       | хутір           | Любарський район               | Панасівська сільська рада                        | 13 (1923)              | 3 (1923)      |                 | після 1923        | |                                                                         |
| Біленького                      | хутір           | Бердичівський район            | Скраглівська сільська рада                       | 26 (1926)              | 6 (1926)      |                 | до 1 жовтня 1941  | |                                                                         |
| Білинщина                       | хутір           | Любарський район               | Старочорторийська сільська рада                  | 54 (1926)              | 10 (1926)     | 1746            | до 1 жовтня 1941  | |                                                                         |
| Білий Ліс                       | хутір           | Потіївський район              | Будилівська сільська рада                        | 17 (1900)              | 3 (1900)      |                 | до 1 жовтня 1941  | |                                                                         |
| Білинка                         | хутір           | Малинський район               | Городищенська сільська рада                      |                        |               |                 | до 1 жовтня 1941  | |                                                                         |
| Білі Глинки                     | хутір           | Ушомирський район              | Ушомирська сільська рада                         |                        |               |                 | до 1 жовтня 1941  | Станом на 17 грудня 1926 року числився у підпорядкуванні Ушомирської сільської ради Ушомирського району Коростенської округи. На 1 жовтня 1941 року не значився на обліку. |                                                                         |
| Білі Піски                      | хутір           | Радомишльський район           | Великорачанська сільська рада                    |                        |               |                 | до 1 жовтня 1941  | Станом на 13 лютого 1928 року числився у підпорядкуванні Великорачанської сільської ради Радомишльського району Волинської округи. На 1 жовтня 1941 року не значився на обліку. |                                                                         |
| Білка                           | село            | Новоград-Волинська міська рада | Владинська сільська рада                         | 125 (1924)             | 17 (1924)     |                 | до 1 вересня 1946 | |                                                                         |
| Білки                           | хутір           | Лугинський район               | Охотівська сільська рада                         |                        |               |                 | до 1 жовтня 1941  | Станом на 17 грудня 1926 року числився у підпорядкуванні Охотівської сільської ради Лугинського району Коростенської округи. На 1 жовтня 1941 року не значився на обліку. | 50°57′37″ пн. ш. 28°13′21″ сх. д. / 50.960345° пн. ш. 28.222554° сх. д. |
| Білошиця                        | хутір           | Городницький район             | Осовська сільська рада                           | 261 (1923)             | 43 (1923)     |                 | після 1954        | | 50°49′41″ пн. ш. 27°34′51″ сх. д. / 50.828108° пн. ш. 27.580709° сх. д. |
| Бір                             | хутір           | Олевський район                | Юрівська сільська рада                           |                        |               |                 | до 1 жовтня 1941  | Станом на 17 грудня 1926 року числився у підпорядкуванні Юрівської сільської ради Олевського району Коростенської округи. На 1 жовтня 1941 року не значився на обліку. |                                                                         |
| Бірковичі                       | хутір           | Олевський район                | Кам'янська сільська рада                         |                        |               |                 | до 1 жовтня 1941  | Станом на 17 грудня 1926 року числився у підпорядкуванні Кам'янської сільської ради Олевського району Коростенської округи. На 1 жовтня 1941 року не значився на обліку. |                                                                         |
| Близниця                        | село            | Ємільчинський район            | Кривотинська сільська рада                       | 291 (1923)             | 52 (1923)     |                 | 5 грудня 1985     | | 50°55′04″ пн. ш. 28°06′14″ сх. д. / 50.917717° пн. ш. 28.103850° сх. д. |
| Близниче                        | хутір           | Олевський район                | Кишинська сільська рада                          |                        |               |                 | до 1 жовтня 1941  | Станом на 17 грудня 1926 року числився у підпорядкуванні Кишинської сільської ради Олевського району Коростенської округи. На 1 жовтня 1941 року не значився на обліку. |                                                                         |
| Блучин                          | хутір           | Олевський район                | Копищенська сільська рада                        |                        |               |                 | до 1 жовтня 1941  | Станом на 17 грудня 1926 року числився у підпорядкуванні Копищанської сільської ради Олевського району Коростенської округи. На 1 жовтня 1941 року не значився на обліку. |                                                                         |
| Бобечків                        | хутір           | Олевський район                | Радовельська сільська рада                       |                        |               |                 | до 1 жовтня 1941  | Станом на 17 грудня 1926 року числився у підпорядкуванні Радовельської сільської ради Олевського району Коростенської округи. На 1 жовтня 1941 року не значився на обліку. |                                                                         |
| Бобрик                          | село            | Житомирський район             | Руднє-Городищенська сільська рада                | 325 (1923)             | 94 (1923)     |                 | до 1 березня 1961 | | 50°03′18″ пн. ш. 28°29′45″ сх. д. / 50.054946° пн. ш. 28.495927° сх. д. |
| Бобрик-Бутик                    | хутір           | Новоград-Волинський район      | Червоновільська сільська рада                    | 150 (1923)             | 23 (1923)     |                 | до 1 березня 1961 | | 50°57′33″ пн. ш. 27°15′07″ сх. д. / 50.959190° пн. ш. 27.251890° сх. д. |
| Бобрицька Мар'янівка            | колонія         | Барашівський район             | Олександрівська сільська рада                    | 389 (1923)             | 48 (1923)     |                 | до 1 жовтня 1941  | | 50°36′06″ пн. ш. 28°06′09″ сх. д. / 50.601714° пн. ш. 28.102606° сх. д. |
| Бобрицька Михайлівка            | колонія         | Барашівський район             | Бобрицька сільська рада                          | 104 (1924)             | 26 (1924)     |                 | до 1 жовтня 1941  | | 50°41′53″ пн. ш. 28°09′14″ сх. д. / 50.698159° пн. ш. 28.153975° сх. д. |
| Бовсуни                         | хутір           | Ярунський район                | Гурківська сільська рада                         | 108 (1924)             | 15 (1924)     |                 | до 7 лютого 1928  | | 50°30′06″ пн. ш. 27°25′26″ сх. д. / 50.501626° пн. ш. 27.423933° сх. д. |
| Богачово                        | хутір           | Сквирський повіт               | Топорівська волость                              | 7 (1900)               | 2 (1900)      |                 | до 1926           | |                                                                         |
| Боголюбівка                     | колонія         | Новоград-Волинський район      | Боголюбівська сільська рада                      | 467 (1923)             | 88 (1923)     |                 | до 1 жовтня 1941  | | 50°39′44″ пн. ш. 27°33′31″ сх. д. / 50.662199° пн. ш. 27.55860° сх. д.  |
| Богудзенька                     | хутір           | Любарський район               | Кириївська сільська рада                         | 42 (1926)              | 6 (1926)      | невідомо        | до 1 жовтня 1941  | |                                                                         |
| Богунія                         | хутір           | Троянівський район             | Богунська сільська рада                          | 622 (1923)             | 137 (1923)    |                 | 23 серпня 1934    | | 50°16′58″ пн. ш. 28°36′45″ сх. д. / 50.282743° пн. ш. 28.612570° сх. д. |
| Бодзялівка                      | урочище         | Радомишльський район           | Великорачанська сільська рада                    | 15 (1900)              | 3 (1900)      |                 | до 1 вересня 1946 | | 50°33′51″ пн. ш. 29°21′38″ сх. д. / 50.564175° пн. ш. 29.360460° сх. д. |
| Божанка                         | хутір           | Олевський район                | Юрівська сільська рада                           |                        |               |                 | після 1954        | Станом на 17 грудня 1926 року числився у підпорядкуванні Юрівської сільської ради Олевського району Коростенської округи. Після 1954 року не значився на обліку. |                                                                         |
| Божанки                         | хутір           | Миропільський район            | Паволочківська сільська рада                     |                        |               |                 | до 1 вересня 1946 | Станом на 1 жовтня 1941 року числився у підпорядкуванні Паволочківської сільської управи Миропільського району Житомирської області. На 1 вересня 1946 року не значився на обліку. |                                                                         |
| Бойків                          | хутір           | Бердичівський район            | Гришковецька сільська рада                       | 144 (1926)             | 32 (1926)     | невідомо        | до 1 жовтня 1941  | |                                                                         |
| Бокіївська Рудня                | село            | Словечанський район            | Возничівська сільська рада                       | 30 (1923)              | 6 (1923)      |                 | до 1 жовтня 1941  | | 51°29′47″ пн. ш. 28°20′16″ сх. д. / 51.496439° пн. ш. 28.337697° сх. д. |
| Бокіївщина                      | село            | Овруцький район                | Словечанська сільська рада                       | 319 (1923)             | 56 (1923)     |                 | 5 липня 1965      | | 51°22′13″ пн. ш. 28°22′27″ сх. д. / 51.370305° пн. ш. 28.374089° сх. д. |
| Боклана                         | хутір           | Брусилівський район            | Дивинська сільська рада                          |                        |               |                 | до 1 жовтня 1941  | Станом на 17 грудня 1926 року числився у підпорядкуванні Дивинської сільської ради Брусилівського району Київської округи. На 1 жовтня 1941 року не значився на обліку. |                                                                         |
| Боліво                          | хутір           | Олевський район                | Будко-Собичинська сільська рада                  |                        |               |                 | до 1 жовтня 1941  | Станом на 17 грудня 1926 року числився у підпорядкуванні Будко-Собичинської сільської ради Олевського району Коростенської округи. На 1 жовтня 1941 року не значився на обліку. |                                                                         |
| Болотниця                       | хутір           | Словечанський район            | Бігунська сільська рада                          |                        |               |                 | до 1 жовтня 1941  | Станом на 17 грудня 1926 року числився у підпорядкуванні Бігунської сільської ради Словечанського району Коростенської округи. На 1 жовтня 1941 року не значився на обліку. |                                                                         |
| Болярка                         | хутір           | Лугинський район               | Ковцька сільська рада                            |                        |               |                 | до 1 жовтня 1941  | Станом на 17 грудня 1926 року числився у підпорядкуванні Ковцької сільської ради Лугинського району Коростенської округи. На 1 жовтня 1941 року не значився на обліку. |                                                                         |
| Болярка                         | хутір           | Чоповицький район              | Юзефівська сільська рада                         |                        |               |                 | до 1 жовтня 1941  | | 50°53′52″ пн. ш. 28°57′27″ сх. д. / 50.897735° пн. ш. 28.957397° сх. д. |
| Бондарівська Гута               | урочище         | Коростенський район            | Ушицька сільська рада                            | 9 (1906)               | 1 (1906)      |                 | до 1 вересня 1946 | | 50°56′06″ пн. ш. 28°16′44″ сх. д. / 50.934954° пн. ш. 28.278988° сх. д. |
| Борейків                        | хутір           | Щорський район                 | Червонохатківська сільська рада                  | 162 (1923)             | 30 (1923)     |                 | до 1 жовтня 1941  | | 50°12′47″ пн. ш. 28°00′21″ сх. д. / 50.212918° пн. ш. 28.005917° сх. д. |
| Борисів                         | хутір           | Олевський район                | Собичинська сільська рада                        |                        |               |                 | до 1 вересня 1946 | Станом на 1 жовтня 1941 року числився у підпорядкуванні Собичинської сільської управи Олевського району Житомирської області. На 1 вересня 1946 року не значився на обліку. |                                                                         |
| Борисівка                       | хутір           | Бердичівський район            | Катеринівська сільська рада                      | 185 (1926)             | 38 (1926)     | 1840            | 17 червня 1969    | | 49°58′26″ пн. ш. 28°35′56″ сх. д. / 49.973817° пн. ш. 28.598889° сх. д. |
| Борисівка                       | колонія         | Новоград-Волинська міська рада | Миколаївська сільська рада                       | 307 (1923)             | 54 (1923)     |                 | до 1 жовтня 1941  | | 50°31′46″ пн. ш. 27°52′50″ сх. д. / 50.529549° пн. ш. 27.880604° сх. д. |
| Боричево                        | хутір           | Радомишльський район           | Борщівська сільська рада                         |                        |               |                 | до 1 жовтня 1941  | Станом на 13 лютого 1928 року числився у підпорядкуванні Борщівської сільської ради Радомишльського району Волинської округи. На 1 жовтня 1941 року не значився на обліку. |                                                                         |
| Борки                           | хутір           | Радомишльський район           | Краснобірська сільська рада                      |                        |               |                 | до 1 жовтня 1941  | Станом на 13 лютого 1928 року числився у підпорядкуванні Краснобірської сільської ради Радомишльського району Волинської округи. На 1 жовтня 1941 року не значився на обліку. |                                                                         |
| Борова                          | колонія         | Новоград-Волинська міська рада | Теснівська сільська рада                         | 165 (1924)             | 30 (1924)     |                 | до 1 жовтня 1941  | | 50°36′21″ пн. ш. 27°53′42″ сх. д. / 50.605893° пн. ш. 27.895024° сх. д. |
| Боровська                       | хутір           | Олевський район                | Кам'янська сільська рада                         |                        |               |                 | до 1 жовтня 1941  | Станом на 17 грудня 1926 року числився у підпорядкуванні Кам'янської сільської ради Олевського району Коростенської округи. На 1 жовтня 1941 року не значився на обліку. |                                                                         |
| Борок                           | хутір           | Радомишльський район           | Пилиповицька сільська рада                       |                        |               |                 | до 1 жовтня 1941  | Станом на 2 лютого 1928 року числився у підпорядкуванні Пилиповицької сільської ради Радомишльського району Волинської округи. На 1 жовтня 1941 року не значився на обліку. |                                                                         |
| Бортникова Березина             | хутір           | Полонський район               | Деревицька сільська рада                         | 9 (1923)               | 1 (1923)      |                 | після 1923        | |                                                                         |
| Борухів                         | хутір           | Словечанський район            | Левківська сільська рада                         |                        |               |                 | до 1 жовтня 1941  | Станом на 17 грудня 1926 року числився у підпорядкуванні Левковицької сільської ради Словечанського району Коростенської округи. На 1 жовтня 1941 року не значився на обліку. |                                                                         |
| Борушківецька Гребля            | хутір           | Любарський район               | Борушківська сільська рада                       | 127 (1926)             | 33 (1926)     | 1626            | до 1 жовтня 1941  | |                                                                         |
| Борушківецький Церковний        | хутір           | Любарський район               | Борушківська сільська рада                       | 6 (1923)               | 1 (1926)      | 1623            | після 1924        | |                                                                         |
| Борщівська слобода              | слобода         | Радомишльський район           | Борщівська сільська рада                         | 152 (1900)             | 15 (1900)     |                 | до 1 жовтня 1941  | | 50°30′54″ пн. ш. 29°04′59″ сх. д. / 50.514903° пн. ш. 29.082927° сх. д. |
| Борщівський хутір               | хутір           | Радомишльський район           | Борщівська сільська рада                         |                        |               |                 | до 13 лютого 1928 | |                                                                         |
| Ботвища                         | хутір           | Олевський район                | Собичинська сільська рада                        |                        |               |                 | до 1 жовтня 1941  | Станом на 17 грудня 1926 року числився у підпорядкуванні Собичинської сільської ради Олевського району Житомирської області. На 1 жовтня 1941 року не значився на обліку. |                                                                         |
| Бояринова                       | лісова сторожка | Бердичівський район            | Солотвинська сільська рада                       | 2 (1926)               | 1 (1926)      | невідомо        | до 1 жовтня 1941  | |                                                                         |
| Браки                           | хутір           | Лугинський район               | Березово-Грудська сільська рада                  |                        |               |                 | до 1 жовтня 1941  | Станом на 17 грудня 1926 року числився у підпорядкуванні Березово-Грудської сільської ради Лугинського району Житомирської області. На 1 жовтня 1941 року не значився на обліку. |                                                                         |
| Браки                           | хутір           | Лугинський район               | Літківська сільська рада                         |                        |               |                 | до 1 вересня 1946 | Станом на 17 грудня 1926 року числився у підпорядкуванні Літківської сільської ради Лугинського району Житомирської області. На 1 вересня 1946 року не значився на обліку. |                                                                         |
| Браки                           | хутір           | Олевський район                | Майданська сільська рада                         |                        |               |                 | до 1 жовтня 1941  | Станом на 17 грудня 1926 року числився у підпорядкуванні Майданської сільської ради Олевського району Коростенської округи. На 1 жовтня 1941 року не значився на обліку. |                                                                         |
| Братерська пасіка               | хутір           | Вчорайшенський район           | Халаїмгородоцька сільська рада                   | 2 (1926)               | 1 (1926)      | невідомо        | до 1 жовтня 1941  | |                                                                         |
| Брачки                          | колонія         | Барашівський район             | Крем'янська сільська рада                        | 127 (1924)             | 17 (1924)     |                 | після 1930        | | 50°42′04″ пн. ш. 28°00′48″ сх. д. / 50.701111° пн. ш. 28.013253° сх. д. |
| Брачки                          | хутір           | Дзержинський район             | Соболівська сільська рада                        | 279 (1924)             | 55 (1924)     |                 | 26 вересня 1960   | | 50°14′10″ пн. ш. 28°03′51″ сх. д. / 50.236171° пн. ш. 28.064282° сх. д. |
| Брилів                          | хутір           | Овруцький район                | Черепинська сільська рада                        | 6 (1906)               | 1 (1906)      |                 | до 1 жовтня 1941  | |                                                                         |
| Брідок                          | хутір           | Попільнянський район           | Голуб'ятинська сільська рада                     |                        |               |                 | 29 червня 1960    | |                                                                         |
| Бріща                           | хутір           | Словечанський район            | Бігунська сільська рада                          |                        |               |                 | до 1 жовтня 1941  | Станом на 17 грудня 1926 року числився у підпорядкуванні Бігунської сільської ради Словечанського району Коростенської округи. На 1 жовтня 1941 року не значився на обліку. |                                                                         |
| Бровар                          | хутір           | Житомирський район             | Псищенська сільська рада                         | 73 (1906)              | 7 (1906)      |                 | до 1 жовтня 1941  | |                                                                         |
| Бровар                          | село            | Коростенська міська рада       | Іскоростенська сільська рада                     | 2 628 (1923)           | 400 (1923)    |                 | 5 березня 1959    | | 50°56′12″ пн. ш. 28°37′55″ сх. д. / 50.936666° пн. ш. 28.631869° сх. д. |
| Бровки                          | селище          | Вчорайшенський район           | Бровківська Перша сільська рада                  | 27 (1926)              | 9 (1926)      | невідомо        | до 1 вересня 1946 | | 49°55′27″ пн. ш. 29°12′45″ сх. д. / 49.924255° пн. ш. 29.212466° сх. д. |
| Бродки                          | хутір           | Олевський район                | Озерянська сільська рада                         |                        |               |                 | до 1 жовтня 1941  | Станом на 17 грудня 1926 року числився у підпорядкуванні Озерянської сільської ради Олевського району Коростенської округи. На 1 жовтня 1941 року не значився на обліку. |                                                                         |
| Бродок                          | хутір           | Бердичівський район            | Кустинська сільська рада                         | 38 (1926)              | 7 (1926)      | 1908            | до 1 жовтня 1941  | |                                                                         |
| Буболівка                       | хутір           | Андрушівський район            | Вербівська сільська рада                         |                        |               |                 |                   | Станом на 16 лютого 1960 року числився у підпорядкуванні Вербівської сільської ради Андрушівського району Житомирської області, що фактично зрісся із с. Вербів. |                                                                         |
| Бувалий                         | хутір           | Ушомирський район              | Іскоростська сільська рада                       |                        |               |                 | до 1 жовтня 1941  | Станом на 17 грудня 1926 року числився у підпорядкуванні Іскоростської сільської ради Ушомирського району Коростенської округи. На 1 жовтня 1941 року не значився на обліку. |                                                                         |
| Бувший Вигівський               | зал. роз'їзд    | Ушомирський район              | Вигівська сільська рада                          |                        |               |                 | до 1 жовтня 1941  | Станом на 17 грудня 1926 року числився у підпорядкуванні Вигівської сільської ради Ушомирського району Коростенської округи. На 1 жовтня 1941 року не значився на обліку. |                                                                         |
| Бувший Тартак                   | хутір           | Малинський район               | Ворсівська сільська рада                         | 14 (1926)              | 3 (1926)      |                 | до 1 жовтня 1941  | |                                                                         |
| Бугера                          | хутір           | Словечанський район            | Левковицька сільська рада                        |                        |               |                 | до 1 жовтня 1941  | Станом на 17 грудня 1926 року числився у підпорядкуванні Левковицької сільської ради Овруцького району Коростенської округи. На 1 жовтня 1941 року не значився на обліку. |                                                                         |
| Буда                            | село            | Житомирський район             | Високопічська сільська рада                      | 818 (1923)             | 121 (1923)    |                 | 19 січня 1981     | | 50°04′29″ пн. ш. 28°26′16″ сх. д. / 50.074668° пн. ш. 28.437644° сх. д. |
| Буда                            | хутір           | Малинський район               | Головківська сільська рада                       | 107 (1926)             | 19 (1926)     |                 | до 1 жовтня 1941  | |                                                                         |
| Буда                            | хутір           | Олевський район                | Тепеницька сільська рада                         |                        |               |                 | до 1 жовтня 1941  | Станом на 17 грудня 1926 року числився у підпорядкуванні Тепеницької сільської ради Олевського району Коростенської округи. На 1 жовтня 1941 року не значився на обліку. |                                                                         |
| Буда                            | хутір           | Потіївський район              | Горбулівська сільська рада                       |                        |               |                 | до 1 жовтня 1941  | |                                                                         |
| Буда                            | хутір           | Радомишльський район           | Меделівська сільська рада                        |                        |               |                 | до 1 жовтня 1941  | Станом на 13 лютого 1928 року числився у підпорядкуванні Меделівської сільської ради Радомишльського району Волинської округи. На 1 жовтня 1941 року не значився на обліку. |                                                                         |
| Буда-Дубовецька                 | колонія         | Житомирський район             | Дубовецька сільська рада                         | 93 (1923)              | 14 (1923)     |                 | до 1 жовтня 1941  | |                                                                         |
| Буда-Ковалівська                | село            | Коростенський район            | Красносілківська сільська рада                   | 262 (1923)             | 48 (1923)     |                 | до 1 жовтня 1941  | | 50°46′23″ пн. ш. 28°38′07″ сх. д. / 50.773140° пн. ш. 28.635145° сх. д. |
| Буда-Черняхівська               | колонія         | Базарський район               | Базарська сільська рада                          |                        |               |                 | до 1 жовтня 1941  | |                                                                         |
| Буди                            | хутір           | Радомишльський район           | Вепринська сільська рада                         |                        |               |                 | до 1 жовтня 1941  | Станом на 13 лютого 1928 року числився у підпорядкуванні Вепринської сільської ради Радомишльського району Волинської округи. На 1 жовтня 1941 року не значився на обліку. |                                                                         |
| Будилівка                       | хутір           | Потіївський район              | Будилівська сільська рада                        |                        |               |                 | до 1 жовтня 1941  | Також Будилівський хутір. Станом на вересень 1924 року числився у підпорядкуванні Будилівської сільської ради Потіївського району Малинської округи. На 1 жовтня 1941 року не значився на обліку. |                                                                         |
| Будища                          | хутір           | Ушомирський район              | Купецька сільська рада                           |                        |               |                 | до 1 жовтня 1941  | Також Будище. Станом на 17 грудня 1926 року числився у підпорядкуванні Купецької сільської ради Ушомирського району Коростенської округи. На 1 жовтня 1941 року не значився на обліку. |                                                                         |
| Будище                          | село            | Житомирський район             | Покостівська сільська рада                       | 276 (1923)             | 54 (1923)     |                 | до 1 жовтня 1941  | | 50°14′28″ пн. ш. 28°13′17″ сх. д. / 50.241030° пн. ш. 28.221353° сх. д. |
| Будище                          | хутір           | Малинський район               | Баранівська сільська рада                        | 142 (1926)             | 27 (1926)     |                 | до 1 вересня 1946 | |                                                                         |
| Будище-Усолуси                  | колонія         | Барашівський район             | Будо-Бобрицька сільська рада                     | 41 (1923)              | 5 (1923)      |                 | до 1 жовтня 1941  | |                                                                         |
| Будки-Собичинські               | хутір           | Олевський район                | Будко-Собичинська сільська рада                  | 76 (1900)              | 11 (1900)     |                 | до 1 жовтня 1941  | |                                                                         |
| Будники                         | хутір           | Народицький район              | Давидківська сільська рада                       |                        |               |                 | до 1 жовтня 1941  | Станом на 17 грудня 1926 року числився у підпорядкуванні Давидківської сільської ради Народицького району Коростенської округи. На 1 жовтня 1941 року не значився на обліку. |                                                                         |
| Будолюбівка                     | село            | Овруцький район                | Переїздівська сільська рада                      | 53 (1989)              |               |                 | 15 квітня 1995    | | 51°21′52″ пн. ш. 29°07′05″ сх. д. / 51.364344° пн. ш. 29.118055° сх. д. |
| Бузунів                         | хутір           | Любарський район               | Війтовецька сільська рада                        | 83 (1926)              | 19 (1926)     |                 | до 1 вересня 1946 | | 50°00′57″ пн. ш. 27°57′01″ сх. д. / 50.015889° пн. ш. 27.950213° сх. д. |
| Букач                           | хутір           | Малинський район               | Ворсівська сільська рада                         | 74 (1926)              | 16 (1926)     |                 | до 1 жовтня 1941  | | 50°43′35″ пн. ш. 29°14′37″ сх. д. / 50.726390° пн. ш. 29.243611° сх. д. |
| Букачка                         | хутір           | Малинський район               | Ворсівська сільська рада                         | 6 (1926)               | 1 (1926)      |                 | до 1 жовтня 1941  | | 50°43′26″ пн. ш. 29°15′39″ сх. д. / 50.723883° пн. ш. 29.260939° сх. д. |
| Буківська Рудня                 | село            |                                |                                                  |                        |               |                 |                   | Засноване у 18 столітті. У 1796 році селом володів генерал Торсуков. У 1768 році в селі була рудня, на початку 19 століття в околицях села на річці Тростяниця діяло три рудні. Не існує. |                                                                         |
| Бураковий                       | хутір           | Ушомирський район              | Бехівська сільська рада                          |                        |               |                 | до 1 жовтня 1941  | Станом на 17 грудня 1926 року числився у підпорядкуванні Бехівської сільської ради Ушомирського району Коростенської округи. На 1 жовтня 1941 року не значився на обліку. |                                                                         |
| Бурмичів                        | хутір           | Овруцький район                | Жолонська сільська рада                          |                        |               |                 | до 1 вересня 1946 | |                                                                         |
| Бурчак                          | колонія         | Городницький район             | Карпилівська сільська рада                       | 315 (1924)             | 46 (1924)     |                 | до 1 жовтня 1941  | | 50°42′38″ пн. ш. 27°35′57″ сх. д. / 50.710614° пн. ш. 27.599249° сх. д. |
| Бутинський                      | хутір           | Базарський район               | Звіздальська сільська рада                       |                        |               |                 | до 1 жовтня 1941  | | 51°09′41″ пн. ш. 29°18′19″ сх. д. / 51.161314° пн. ш. 29.305314° сх. д. |
| Бутки                           | хутір           | Олевський район                | Юрівська сільська рада                           |                        |               |                 | до 1 жовтня 1941  | Станом на 17 грудня 1926 року числився у підпорядкуванні Юрівської сільської ради Олевського району Коростенської округи. На 1 жовтня 1941 року не значився на обліку. |                                                                         |
| Бухтіївська Дача                | хутір           | Малинський район               | Макалевицька сільська рада                       |                        |               |                 | до 1 жовтня 1941  | Станом на 17 грудня 1926 року числився у підпорядкуванні Макалевицької сільської ради Малинського району Коростенської округи. На 1 жовтня 1941 року не значився на обліку. |                                                                         |
| Буців                           | хутір           | Любарський район               | Юрівська сільська рада                           | 30 (1926)              | 7 (1926)      | невідомо        | до 1 жовтня 1941  | |                                                                         |
| Бучинського                     | хутір           | Житомирська міська рада        | Садківська сільська рада                         | 39 (1906)              | 4 (1906)      |                 | до 1 жовтня 1941  | |                                                                         |
| Бучок                           | хутір           | Олевський район                | Юрівська сільська рада                           |                        |               |                 | до 1 жовтня 1941  | Станом на 17 грудня 1926 року числився у підпорядкуванні Юрівської сільської ради Олевського району Коростенської округи. На 1 жовтня 1941 року не значився на обліку. |                                                                         |
| Ваканс                          | урочище         | Андрушівський район            | Корчмищенська сільська рада                      | 3 (1926)               | 1 (1926)      | 1902            | до 1 жовтня 1941  | |                                                                         |
| Ваканца                         | лісова сторожка | Андрушівський район            | Красівської сільська рада                        | 3 (1926)               | 2 (1926)      | 1906            | до 1 жовтня 1941  | |                                                                         |
| Василів                         | хутір           | Олевський район                | Майданська сільська рада                         |                        |               |                 | до 1 жовтня 1941  | | 51°05′25″ пн. ш. 27°22′01″ сх. д. / 51.090316° пн. ш. 27.366990° сх. д. |
| Василівських                    | хутір           | Любарський район               | Вищикусівська сільська рада                      | 15 (1926)              | 3 (1926)      | невідомо        | до 1 жовтня 1941  | |                                                                         |
| Васильківщина                   | хутір           | Янушпільський район            | Галіївська сільська рада                         | 107 (1926)             | 22 (1926)     | 1908            | до 1 жовтня 1941  | |                                                                         |
| Васильково                      | хутір           | Олевський район                | Копищенська сільська рада                        |                        |               |                 | до 1 жовтня 1941  | Станом на 17 грудня 1926 року числився у підпорядкуванні Копищанської сільської ради Олевського району Коростенської округи. На 1 жовтня 1941 року не значився на обліку. |                                                                         |
| Васильчуків                     | хутір           | Овруцький повіт                | Гладковицька волость                             |                        |               |                 |                   | | 51°25′14″ пн. ш. 28°55′05″ сх. д. / 51.420569° пн. ш. 28.918044° сх. д. |
| Васьків                         | хутір           | Овруцький район                | Кам'яно-Товкачівська сільська рада               | 59 (1906)              | 12 (1906)     |                 | до 1 жовтня 1941  | |                                                                         |
| Вацлавина                       | хутір           | Янушпільський район            | Янушпільська сільська рада                       | 69 (1926)              | 16 (1926)     | 1894            | до 1 жовтня 1941  | |                                                                         |
| Вацлавпіль                      | колонія         | Червоноармійський район        | В'язовецька сільська рада                        | 77 (1924)              | 21 (1924)     |                 | до 1 жовтня 1941  | | 50°29′42″ пн. ш. 28°13′40″ сх. д. / 50.494942° пн. ш. 28.227876° сх. д. |
| Ведмеже                         | хутір           | Овруцький район                | Будо-Любівська сільська рада                     |                        |               |                 | до 1 жовтня 1941  | | 51°20′52″ пн. ш. 29°08′01″ сх. д. / 51.347846° пн. ш. 29.133738° сх. д. |
| Ведмежий Ріг                    | хутір           | Базарський район               | Будо-Голубієвицька сільська рада                 | 14 (1923)              | 4 (1923)      |                 | до 1 жовтня 1941  | |                                                                         |
| Ведмежий Яр                     | хутір           | Любарський район               | Старочорторийська сільська рада                  | 24 (1926)              | 5 (1926)      | 1903            | до 1 жовтня 1941  | |                                                                         |
| Вежа                            | хутір           | Радомишльський район           | Мінінська сільська рада                          |                        |               |                 | до 1 жовтня 1941  | Станом на 15 червня 1926 року числився у підпорядкуванні Мінінської сільської ради Радомишльського району Волинської округи. На 1 жовтня 1941 року не значився на обліку. |                                                                         |
| Вейгер-гора                     | хутір           | Коростишівський район          | Грубська сільська управа                         |                        |               |                 | до 1 вересня 1946 | Станом на 1 жовтня 1941 року числився у підпорядкуванні Грубської сільської управи Коростишівського району Житомирської області. На 1 вересня 1946 року не значився на обліку. |                                                                         |
| Великий Ліс                     | хутір           | Лугинський район               | Бобрицька сільська рада                          | 378 (1924)             | 75 (1924)     |                 | до 1 жовтня 1941  | | 51°08′56″ пн. ш. 28°17′22″ сх. д. / 51.148845° пн. ш. 28.289503° сх. д. |
| Великий Ліс                     | хутір           | Малинський район               | Ворсівська сільська рада                         | 7 (1926)               | 1 (1926)      |                 | до 1 жовтня 1941  | |                                                                         |
| Великий Ліс                     | хутір           | Олевський район                | Жубровицька сільська рада                        |                        |               |                 | до 1 жовтня 1941  | Станом на 17 грудня 1926 року числився у підпорядкуванні Жубровицької сільської ради Олевського району Коростенської округи. На 1 жовтня 1941 року не значився на обліку. |                                                                         |
| Великий Ліс                     | хутір           | Ушомирський район              | Пашинська сільська рада                          | 55 (1906)              | 9 (1906)      |                 | до 1 жовтня 1941  | |                                                                         |
| Великі Кліщі                    | село            | Народицький район              | Великокліщівська сільська рада                   | 540 (1989)             | 261 (1972)    |                 | 28 грудня 1990    | | 51°02′00″ пн. ш. 29°10′00″ сх. д. / 51.03333° пн. ш. 29.16667° сх. д.   |
| Велико-Низгурецького товариства | хутір           | Бердичівський повіт            | Пузирецька волость                               | 89 (1900)              | 21 (1900)     |                 | до 1926           | | 49°54′01″ пн. ш. 28°45′28″ сх. д. / 49.900206° пн. ш. 28.757798° сх. д. |
| Великоднє                       | хутір           | Емільчинський район            | Кривотинська сільська рада                       | 114 (1924)             | 23 (1924)     |                 | до 1 жовтня 1941  | | 50°58′06″ пн. ш. 28°07′12″ сх. д. / 50.968398° пн. ш. 28.120072° сх. д. |
| Венглинського                   | хутір           | Брусилівський район            | Дубровська сільська рада                         | 30 (1926)              | 6 (1926)      |                 | після 1926        | |                                                                         |
| Венжиговка                      | хутір           | Малинський район               | Дубровська сільська рада                         |                        |               |                 | до 1 вересня 1946 | Станом на 1 жовтня 1941 року показаний у підпорядкуванні Дубровської сільської управи Малинського району Житомирської області. На 1 вересня 1946 року не значився на обліку. |                                                                         |
| Верби                           | хутір           | Радомишльський район           | Борщівська сільська рада                         |                        |               |                 | до 1 жовтня 1941  | Станом на 13 лютого 1928 року числився у підпорядкуванні Борщівської сільської ради Радомишльського району Волинської округи. На 1 жовтня 1941 року не значився на обліку. |                                                                         |
| Вербицького                     | хутір           | Бердичівський район            | Великогадомецька сільська рада                   | 5 (1926)               | 1 (1926)      | 1910            | до 1 жовтня 1941  | |                                                                         |
| Вербичів                        | хутір           | Олевський район                | Голишівська сільська рада                        |                        |               |                 | до 1 жовтня 1941  | Станом на 17 грудня 1926 року числився у підпорядкуванні Голишівської сільської ради Олевського району Коростенської округи. На 1 жовтня 1941 року не значився на обліку. |                                                                         |
| Вербівка                        | хутір           | Андрушівський район            | Глиновецька сільська рада                        | 12 (1926)              | 3 (1926)      | 1900            | 29 червня 1960    | | 50°01′45″ пн. ш. 28°47′55″ сх. д. / 50.029275° пн. ш. 28.798481° сх. д. |
| Вербівка                        | колонія         | Радомишльський район           | Березцівська сільська рада                       | 670 (1923)             | 19 (1900)     |                 | до 1 жовтня 1941  | | 50°30′19″ пн. ш. 29°20′43″ сх. д. / 50.505146° пн. ш. 29.345225° сх. д. |
| Вербівська                      | лісова сторожка | Ружинський район               | Вербівська сільська рада                         | 8 (1926)               | 2 (1926)      | 1897            | до 1 жовтня 1941  | |                                                                         |
| Вербка                          | хутір           | Любарський район               | Панасівська сільська рада                        | 27 (1926)              | 5 (1926)      | 1800            | до 1 жовтня 1941  | | 49°54′24″ пн. ш. 27°57′59″ сх. д. / 49.906585° пн. ш. 27.966262° сх. д. |
| Вербове                         | селище          | Олевський район                | Радовельська сільська рада                       | 51 (1989)              |               | 1961            | 23 лютого 2006    | | 51°08′37″ пн. ш. 27°54′28″ сх. д. / 51.143611° пн. ш. 27.907778° сх. д. |
| Вербовки                        | хутір           | Радомисльський повіт           | Аннопільська сільська рада                       |                        |               |                 | 1923              | До 1923 року входив до складу Горбулівської волості Радомисльського повіту Київської губернії. У 1923 році включений до складу новоутвореної Аннопільської сільської ради Горбулівської волості. Після 1923 року не значився на обліку. |                                                                         |
| Верболози                       | село            | Черняхівський район            | Іванківська сільська рада                        | 165 (1923)             | 25 (1923)     |                 | 29 червня 1960    | | 50°24′02″ пн. ш. 28°35′06″ сх. д. / 50.400599° пн. ш. 28.585104° сх. д. |
| Верболози-Тригірці              | слобода         | Черняхівський район            | Вільська сільська рада                           | 52 (1923)              | 10 (1923)     |                 | до 1 жовтня 1941  | |                                                                         |
| Вергів                          | хутір           | Ушомирський район              | Купищенська сільська рада                        | 5 (1906)               | 1 (1906)      |                 | до 1 жовтня 1941  | | 50°59′11″ пн. ш. 28°27′04″ сх. д. / 50.986255° пн. ш. 28.451036° сх. д. |
| Верезумський                    | хутір           | Андрушівський район            | Нехворощанська сільська рада                     | 5 (1926)               | 1 (1926)      | 1912            | до 1 жовтня 1941  | |                                                                         |
| Верезумського                   | хутір           | Бердичівський район            | Іванковецька сільська рада                       | 2 (1926)               | 1 (1926)      | 1919            |                   | |                                                                         |
| Верес                           | хутір           | Потіївський район              | Меньківська сільська рада                        |                        |               |                 | до 2 лютого 1928  | Також Верески. Станом на вересень 1924 року числився у підпорядкуванні Меньківської сільської ради Потіївського району Малинської округи. На 2 лютого 1928 року не значився на обліку. |                                                                         |
| Вереси                          | хутір           | Народицький район              | Новорадчанська сільська рада                     |                        |               |                 | до 1 жовтня 1941  | Станом на 17 грудня 1926 року числився у підпорядкуванні Новорадчанської сільської ради Народицького району Коростенської округи. На 1 жовтня 1941 року не значився на обліку. |                                                                         |
| Вереси                          | село            | Овруцький район                | Великофоснянська сільська рада                   | 258 (1923)             | 49 (1923)     |                 | 27 січня 1961     | | 51°15′25″ пн. ш. 28°48′50″ сх. д. / 51.256896° пн. ш. 28.813844° сх. д. |
| Вересники                       | хутір           | Потіївський район              | Горбулівська сільська рада                       |                        |               |                 | до 1 жовтня 1941  | До 1923 року входив до складу Горбулівської та Потіївської волостей Радомисльського повіту Київської губернії. У 1923 році увійшов до складу новоутвореної Горбулівської сільської ради, яка 7 березня 1923 року включена до складу новоствореного Потіївського району Малинської округи. На 1 жовтня 1941 року не значився на обліку. |                                                                         |
| Веретьє                         | хутір           | Словечанський район            | Бігунська сільська рада                          |                        |               |                 | до 1 жовтня 1941  | Станом на 17 грудня 1926 року числився у підпорядкуванні Бігунської сільської ради Словечанського району Коростенської округи. На 1 жовтня 1941 року не значився на обліку. |                                                                         |
| Вернигород                      | хутір           | Янушпільський район            | Озадівська сільська рада                         | 86 (1926)              | 17 (1926)     | 1911            | до 1 жовтня 1941  | |                                                                         |
| Вертище                         | хутір           | Ушомирський район              | Іскоростська сільська рада                       |                        |               |                 | до 1 жовтня 1941  | Станом на 17 грудня 1926 року числився у підпорядкуванні Іскоростської сільської ради Ушомирського району Коростенської округи. На 1 жовтня 1941 року не значився на обліку. |                                                                         |
| Верхні Мальці                   | хутір           | Овруцький район                | Виступовицька сільська рада                      | 106 (1924)             | 20 (1924)     |                 | до 1 жовтня 1941  | | 51°33′12″ пн. ш. 29°13′00″ сх. д. / 51.553248° пн. ш. 29.216564° сх. д. |
| Верхній Тартак                  | хутір           | Народицький район              | Сарновицька сільська рада                        |                        |               |                 | до 10 лютого 1952 | Станом на 17 грудня 1926 року числився у підпорядкуванні Сарновицької сільської ради Народицького району Коростенської округи. На 10 лютого 1952 року не значився на обліку. |                                                                         |
| Верховище                       | хутір           | Малинський район               | Ворсівська сільська рада                         | 3 (1926)               | 1 (1926)      |                 | до 1 жовтня 1941  | |                                                                         |
| Верхурач                        | хутір           | Народицький район              | Омельниківська сільська рада                     | 235 (1923)             | 54 (1923)     |                 | до 1 жовтня 1941  | | 51°25′35″ пн. ш. 29°12′08″ сх. д. / 51.426515° пн. ш. 29.202144° сх. д. |
| Вершина                         | хутір           | Олевський район                | Олевська селищна рада                            |                        |               |                 | до 1 жовтня 1941  | Станом на 17 грудня 1926 року числився у підпорядкуванні Олевської селищної ради Олевського району Коростенської округи. На 1 жовтня 1941 року не значився на обліку. |                                                                         |
| Вершини                         | хутір           | Олевський район                | Копищенська сільська рада                        |                        |               |                 | до 1 жовтня 1941  | Станом на 17 грудня 1926 року числився у підпорядкуванні Копищанської сільської ради Олевського району Коростенської округи. На 1 жовтня 1941 року не значився на обліку. |                                                                         |
| Вершківський                    | хутір           | Овруцький район                | Будо-Любівська сільська рада                     | 159 (1923)             | 31 (1923)     |                 |                   | |                                                                         |
| Вершниця                        | хутір           | Базарський район               | Звіздальська сільська рада                       | 58 (1906)              | 8 (1906)      |                 | до 1 жовтня 1941  | | 51°09′05″ пн. ш. 29°09′30″ сх. д. / 51.151394° пн. ш. 29.158456° сх. д. |
| Вершниця                        | колонія         | Новоград-Волинська міська рада | Чижівська сільська рада                          | 169 (1923)             | 32 (1923)     |                 | до 1 жовтня 1941  | | 50°41′29″ пн. ш. 27°37′29″ сх. д. / 50.691345° пн. ш. 27.624654° сх. д. |
| Весела Гора                     | хутір           | Ушомирський район              | Бехівська сільська рада                          |                        |               |                 | до 1 жовтня 1941  | Станом на 17 грудня 1926 року числився у підпорядкуванні Бехівської сільської ради Ушомирського району Коростенської округи. На 1 жовтня 1941 року не значився на обліку. |                                                                         |
| Весела Горка                    | хутір           | Андрушівський район            | Нехворощанська сільська рада                     | 28 (1926)              | 6 (1926)      | 1921            | до 1 жовтня 1941  | |                                                                         |
| Весела Діброва                  | колонія         | Барашівський район             | Грінтальська сільська рада                       | 214 (1923)             | 23 (1923)     |                 | до 1 жовтня 1941  | | 50°35′26″ пн. ш. 28°03′49″ сх. д. / 50.590500° пн. ш. 28.063594° сх. д. |
| Ветла                           | хутір           | Чоповицький район              | Скуратівська сільська рада                       |                        |               |                 | до 1 жовтня 1941  | Станом на 17 грудня 1926 року числився у підпорядкуванні Скуратівської сільської ради Чоповицького району Коростенської округи. На 1 жовтня 1941 року не значився на обліку. |                                                                         |
| Взлісся                         | хутір           | Лугинський район               | Остапівська сільська рада                        |                        |               |                 | до 1 жовтня 1941  | Станом на 17 грудня 1926 року числився у підпорядкуванні Остапівської сільської ради Лугинського району Коростенської округи. На 1 жовтня 1941 року не значився на обліку. |                                                                         |
| Виговського                     | хутір           | Троянівський район             | Богунська сільська рада                          |                        |               |                 | 23 серпня 1934    | На обліку як населений пункт Богунської сільської ради з 1928 року (за іншими даними — з 1923 року). 15 вересня 1930 року, в складі сільської ради, переданий до приміської смуги Житомирської міської ради. 23 серпня 1934 року включений до меж м. Житомира. |                                                                         |
| Вигода                          | колонія         | Новоград-Волинська міська рада | Тальківська сільська рада                        | 154 (1924)             | 27 (1924)     |                 | до 1 жовтня 1941  | | 50°29′15″ пн. ш. 27°46′03″ сх. д. / 50.487585° пн. ш. 27.767477° сх. д. |
| Вигода                          | хутір           | Ярунський район                | Великомолодьківська сільська рада                | 7 (1906)               | 1 (1906)      |                 | до 1 вересня 1946 | |                                                                         |
| Вигорана Лоза                   | хутір           | Ушомирський район              | Бехівська сільська рада                          |                        |               |                 | до 1 жовтня 1941  | Станом на 17 грудня 1926 року числився у підпорядкуванні Бехівської сільської ради Ушомирського району Коростенської округи. На 1 жовтня 1941 року не значився на обліку. |                                                                         |
| Видень                          | хутір           | Лугинський район               | Радогощанська сільська рада                      |                        |               |                 | до 1 жовтня 1941  | Станом на 17 грудня 1926 року числився у підпорядкуванні Радогощанської сільської ради Лугинського району Коростенської округи. На 1 жовтня 1941 року не значився на обліку. |                                                                         |
| Видиборська                     | колонія         | Потіївський район              | Видиборська сільська рада                        | 85 (1924)              | 20 (1924)     |                 | до 1 жовтня 1941  | |                                                                         |
| Видибор                         | хутір           | Потіївський район              | Меньківська сільська рада                        |                        |               |                 | до 1 жовтня 1941  | До 1923 року входив до складу Потіївської волості Радомисльського повіту Київської губернії. У 1923 році увійшов до складу новоутвореної Меньківської сільської ради, яка 7 березня 1923 року включена до складу новоствореного Потіївського району Малинської округи. На 1 жовтня 1941 року не значився на обліку. |                                                                         |
| Видра                           | хутір           | Брусилівський район            | Болячівська сільська рада                        | 32 (1926)              | 8 (1926)      |                 | до 1 жовтня 1941  | | 50°13′31″ пн. ш. 29°22′41″ сх. д. / 50.225352° пн. ш. 29.378012° сх. д. |
| Видранка                        | хутір           | Новоград-Волинська міська рада | Киківська сільська рада                          | 4 (1923)               | 1 (1923)      |                 | до 1 жовтня 1941  | | 50°27′28″ пн. ш. 27°44′10″ сх. д. / 50.457863° пн. ш. 27.736149° сх. д. |
| Видумка при Крошні              | хутір           | Житомирський район             | Соколовогірська селищна рада                     | 114 (1906)             | 23 (1906)     |                 | до 1 березня 1961 | | 50°17′27″ пн. ш. 28°37′50″ сх. д. / 50.290833° пн. ш. 28.630556° сх. д. |
| Видумка                         | хутір           | Любарський район               | Великоволицька сільська рада                     | 65 (1926)              | 14 (1926)     | невідомий       | до 1 вересня 1946 | |                                                                         |
| Вижище                          | хутір           | Лугинський район               | Дібровська сільська управа                       |                        |               |                 | до 1 вересня 1946 | У списку населених пунктів Житомирської області на 1 жовтня 1941 року числився у складі Дібровської сільської управи Лугинського району. На 1 вересня 1946 року не значився на обліку. |                                                                         |
| Вижка                           | хутір           | Словечанський район            | Бігунська сільська рада                          |                        |               |                 | до 1 жовтня 1941  | Станом на 17 грудня 1926 року числився у підпорядкуванні Бігунської сільської ради Словечанського району Коростенської округи. На 1 жовтня 1941 року не значився на обліку. |                                                                         |
| Вила Перші                      | хутір           | Житомирський район             | Зарічанська сільська рада                        | 138 (1906)             | 27 (1906)     |                 | до 1 березня 1961 | | 50°13′37″ пн. ш. 28°35′32″ сх. д. / 50.227035° пн. ш. 28.592143° сх. д. |
| Вили                            | хутір           | Коростишівський район          | Березівська сільська рада                        |                        |               |                 | до 1 жовтня 1941  | Станом на вересень 1924 року числився у підпорядкуванні Березівської сільської ради Коростишівського району Малинської округи. На 1 жовтня 1941 року не значився на обліку. |                                                                         |
| Вили                            | хутір           | Лугинський район               | Охотівська сільська рада                         |                        |               |                 | до 1 жовтня 1941  | Станом на 17 грудня 1926 року числився у підпорядкуванні Охотівської сільської ради Лугинського району Коростенської округи. На 1 жовтня 1941 року не значився на обліку. |                                                                         |
| Вили Другі                      | хутір           | Троянівський район             | Василівська сільська рада                        | 68 (1906)              | 8 (1906)      |                 | до 1 жовтня 1941  | |                                                                         |
| Виницьке                        | хутір           | Малинський район               | Ворсівська сільська рада                         | 11 (1926)              | 2 (1926       |                 | до 1 жовтня 1941  | |                                                                         |
| Виногради                       | колонія         | Черняхівський район            | Високо-Чеська сільська рада                      | 108 (1927)             | 27 (1927)     | 1890            | до 1 вересня 1946 | | 50°25′28″ пн. ш. 28°46′18″ сх. д. / 50.42431° пн. ш. 28.771702° сх. д.  |
| Виньків                         | хутір           | Овруцький район                | Товкачівська сільська рада                       |                        |               |                 | до 1 жовтня 1941  | | 51°23′16″ пн. ш. 28°50′51″ сх. д. / 51.387832° пн. ш. 28.847405° сх. д. |
| Вирки                           | хутір           | Малинський район               | Головківська сільська рада                       |                        |               |                 | 1939              | |                                                                         |
| Виробнича дільниця              | хутір           | Андрушівський район            | Андрушівська селищна рада                        |                        |               |                 | 29 червня 1960    | |                                                                         |
| Висілки-Новопіль                | село            | Черняхівський район            | Новопільська сільська рада                       | 200 (1923)             | 35 (1923)     |                 | до 1 жовтня 1941  | |                                                                         |
| Висланка                        | село            | Потіївський район              | Гуто-Потіївська сільська рада                    | 13 (1900)              | 3 (1900)      | 1871            | до 1 жовтня 1941  | |                                                                         |
| Висока Пасіка                   | хутір           | Троянівський район             | Троянівська волость                              | 5 (1906)               | 1 (1906)      |                 | після 1925        | |                                                                         |
| Висока Піч                      | хутір           | Овруцький район                | Будо-Любівська сільська рада                     | 20 (1906)              | 3 (1906)      |                 | до 1 жовтня 1941  | | 51°22′36″ пн. ш. 29°09′24″ сх. д. / 51.376636° пн. ш. 29.156569° сх. д. |
| Високе                          | урочище         | Емільчинський район            | Чмілівська сільська рада                         | 11 (1906)              | 2 (1906)      |                 |                   | |                                                                         |
| Високе                          | хутір           | Олевський район                | Озерянська сільська рада                         |                        |               |                 | до 1 жовтня 1941  | Станом на 17 грудня 1926 року числився у підпорядкуванні Озерянської сільської ради Олевського району Коростенської округи. На 1 жовтня 1941 року не значився на обліку. |                                                                         |
| Високе                          | хутір           | Олевський район                | Стовпинська сільська рада                        |                        |               |                 | до 1 жовтня 1941  | Станом на 17 грудня 1926 року числився у підпорядкуванні Стовпинської сільської ради Олевського району Коростенської округи. На 1 жовтня 1941 року не значився на обліку. |                                                                         |
| Високе-Українське               | село            | Черняхівський район            | Високівська сільська рада                        | 1 540 (1923)           | 183 (1923)    |                 | 29 червня 1960    | | 50°24′14″ пн. ш. 28°48′23″ сх. д. / 50.403989° пн. ш. 28.806378° сх. д. |
| Високий Груд                    | хутір           | Малинський район               | Головківська сільська рада                       | 34 (1926)              | 4 (1926)      |                 | 1939              | | 50°49′38″ пн. ш. 29°06′27″ сх. д. / 50.827284° пн. ш. 29.107385° сх. д. |
| Витиця                          | хутір           | Лугинський район               | Радогощанська сільська рада                      |                        |               |                 | до 1 жовтня 1941  | Станом на 17 грудня 1926 року числився у підпорядкуванні Радогощанської сільської ради Лугинського району Коростенської округи. На 1 жовтня 1941 року не значився на обліку. |                                                                         |
| Витиця                          | хутір           | Ушомирський район              | Давидківська сільська рада                       |                        |               |                 | до 1 жовтня 1941  | Станом на 17 грудня 1926 року числився у підпорядкуванні Давидківської сільської ради Ушомирського району Коростенської округи. На 1 жовтня 1941 року не значився на обліку. |                                                                         |
| Виходки                         | хутір           | Потіївський район              | Аннопільська сільська рада                       |                        |               |                 | до 2 лютого 1928  | Входив до складу Горбулівської та Потіївської волостей Радомисльського повіту Київської губернії. У 1923 році увійшов до складу новоствореної Аннопільської сільської ради. 16 січня 1923 року переданий до складу Неражської сільської ради, яка 7 березня 1923 року включена до складу новоутвореного Потіївського району Малинської округи. 10 вересня 1924 року підпорядкований відновленій Аннопільській сільській раді Потіївського району. На 2 лютого 1928 року не значився на обліку.                                                                                          |                                                                         |
| Вишальне                        | хутір           | Потіївський район              | Заньківська сільська рада                        |                        |               |                 | до 1 жовтня 1941  | Станом на 2 лютого 1928 року числився у підпорядкуванні Заньківської сільської ради Радомишльського району. На 1 жовтня 1941 року не значився на обліку. |                                                                         |
| Вишенська                       | слобода         | Базарський район               | Будо-Голубієвицька сільська рада                 | 38 (1923)              | 8 (1923)      |                 | до 1 жовтня 1941  | |                                                                         |
| Вишенський                      | хутір           | Бердичівський район            | Великонизгурецька сільська рада                  | 8 (1926)               | 1 (1926)      | 1911            | до 1 жовтня 1941  | |                                                                         |
| Вишеньки                        | урочище         | Ємільчинський район            | Великоглумчанська сільська рада                  |                        |               |                 | до 1 жовтня 1941  | Станом на 17 грудня 1926 року числилося у підпорядкуванні Великоглумчанської сільської ради Ємільчинського району Коростенської округи. На 1 жовтня 1941 року не значився на обліку. |                                                                         |
| Вишеньки                        | хутір           | Ушомирський район              | Ушомирська сільська рада                         |                        |               |                 | до 1 жовтня 1941  | Станом на 17 грудня 1926 року числився у підпорядкуванні Ушомирської сільської ради Ушомирського району Коростенської округи. На 1 жовтня 1941 року не значився на обліку. |                                                                         |
| Вища Рудня                      | село            | Троянівський район             | Руднє-Городищенська сільська рада                |                        |               |                 | до 1 вересня 1946 | Станом на 1 жовтня 1941 року числилося у підпорядкуванні Руднє-Городищенської сільської управи Троянівського району Житомирської області. На 1 вересня 1946 року не значилося на обліку. |                                                                         |
| Відерне                         | село            | Червоноармійський район        | Очеретянська сільська рада                       | 268 (1924)             | 64 (1924)     |                 | 29 червня 1960    | | 50°31′22″ пн. ш. 28°13′21″ сх. д. / 50.522888° пн. ш. 28.222382° сх. д. |
| Візня при Ворсівці              | хутір           | Малинський район               | Ворсівська сільська рада                         |                        |               |                 | до 1 жовтня 1941  | Станом на 17 грудня 1926 року числився у підпорядкуванні Ворсівської сільської ради Малинського району Коростенської округи. На 1 жовтня 1941 року не значився на обліку. |                                                                         |
| Вікторинка                      | колонія         | Володарсько-Волинський район   | Писарівська сільська рада                        | 110 (1924)             | 24 (1924)     |                 | до 1 жовтня 1941  | | 50°42′59″ пн. ш. 28°20′49″ сх. д. / 50.7165° пн. ш. 28.346837° сх. д.   |
| Вільська колонія                | колонія         | Житомирський повіт             | Пулинська волость                                | 552 (1906)             | 28 (1906)     | 1848            |                   | |                                                                         |
| Вільська Садиба                 | колонія         | Черняхівський район            | Вільська сільська рада                           | 222 (1923)             | 45 (1923)     |                 | до 1 жовтня 1941  | | 50°22′22″ пн. ш. 28°33′21″ сх. д. / 50.372883° пн. ш. 28.555879° сх. д. |
| Віцентова                       | колонія         | Баранівський район             | Ольшанська сільська рада                         | 127 (1923)             | 28 (1923)     |                 | до 1 жовтня 1941  | | 50°15′05″ пн. ш. 27°50′10″ сх. д. / 50.251398° пн. ш. 27.836142° сх. д. |
| Владимирівка                    | колонія         | Емільчинський район            | Старо-Непізнаницька сільська рада                | 219 (1924)             | 37 (1924)     |                 | до 1 жовтня 1941  | | 50°44′25″ пн. ш. 27°55′39″ сх. д. / 50.740409° пн. ш. 27.927638° сх. д. |
| Власенки                        | лісова сторожка | Ружинський район               | Городоцька сільська рада                         | 6 (1926)               | 1 (1926)      | невідомий       | до 1 жовтня 1941  | |                                                                         |
| Власових                        | хутір           | Янушпільський район            | Буряківська сільська рада                        | 58 (1926)              | 13 (1926)     | невідомий       | до 1 жовтня 1941  | |                                                                         |
| Вобче                           | хутір           | Овруцький район                | Піщаницька сільська рада/Жолонська сільська рада | 41 (1906)              | 13 (1906)     |                 | до 1 вересня 1946 | | 51°24′43″ пн. ш. 28°40′54″ сх. д. / 51.411918° пн. ш. 28.68175° сх. д.  |
| Вовківня                        | хутір           | Овруцький район                | Виступовицька сільська рада                      |                        |               |                 | до 1 жовтня 1941  | Станом на 17 грудня 1926 року числився у підпорядкуванні Виступовицької сільської ради Овруцького району Коростенської округи. На 1 жовтня 1941 року не значився на обліку. | 51°34′26″ пн. ш. 29°04′41″ сх. д. / 51.573802° пн. ш. 29.078118° сх. д. |
| Вовча Колона                    | хутір           | Коростишівський район          | Войташівська сільська рада                       |                        |               |                 | до 1 жовтня 1941  | Станом на 31 січня 1928 року числився у підпорядкуванні Войташівської сільської ради Коростишівського району Волинської округи. На 1 жовтня 1941 року не значився на обліку. |                                                                         |
| Вовче                           | урочище         | Ярунський район                | Закриницька сільська рада                        | 146 (1924)             | 22 (1924)     |                 | до 1 вересня 1946 | | 50°25′29″ пн. ш. 27°17′43″ сх. д. / 50.42477° пн. ш. 27.295406° сх. д.  |
| Вовчий Лісок                    | хутір           | Олевський район                | Кам'янська сільська рада                         |                        |               |                 | до 1 жовтня 1941  | Станом на 17 грудня 1926 року числився у підпорядкуванні Кам'янської сільської ради Олевського району Коростенської округи. На 1 жовтня 1941 року не значився на обліку. |                                                                         |
| Водостій                        | хутір           | Новоград-Волинський район      | Смолківська сільська рада                        |                        |               |                 | до 1 вересня 1946 | Станом на 1 жовтня 1941 року числився у підпорядкуванні Смолківської сільської управи Новоград-Волинського району Житомирської області. На 1 вересня 1946 року не значився на обліку. |                                                                         |
| Войнаровського                  | хутір           | Любарський район               | Панасівська сільська рада                        | 42 (1926)              | 8 (1926)      | 1856            | до 1 жовтня 1941  | |                                                                         |
| Войтків                         | хутір           | Любарський район               | Стрижівська сільська рада                        | 5 (1926)               | 1 (1926)      | невідомо        | до 1 жовтня 1941  | |                                                                         |
| Володимирівка                   | хутір           | Андрушівський район            | Ляховецька сільська рада                         | 158 (1926)             | 29 (1926)     | 1923            | до 1 жовтня 1941  | |                                                                         |
| Володимирівка                   | село            | Городницький район             | Михіївська сільська рада                         | 186 (1923)             | 32 (1923)     |                 | до 1 жовтня 1941  | | 50°41′35″ пн. ш. 27°31′15″ сх. д. / 50.692924° пн. ш. 27.520970° сх. д. |
| Володимирівка                   | колонія         | Коростишівський район          | Осиково-Копецька сільська рада                   | 110 (1924)             | 22 (1924)     |                 | до 1 жовтня 1941  | | 50°16′46″ пн. ш. 29°04′55″ сх. д. / 50.279578° пн. ш. 29.081894° сх. д. |
| Володимирівка                   | колонія         | Малинський район               | Головківська сільська рада                       | 84 (1926)              | 17 (1926)     |                 | до 1 жовтня 1941  | | 50°51′12″ пн. ш. 29°10′30″ сх. д. / 50.853241° пн. ш. 29.174935° сх. д. |
| Володимирівка                   | хутір           | Троянівський район             | Руднє-Городищенська сільська рада                | 109 (1906)             | 19 (1906)     |                 | до 1 жовтня 1941  | | 50°05′46″ пн. ш. 28°26′21″ сх. д. / 50.096091° пн. ш. 28.439191° сх. д. |
| Волока                          | хутір           | Ушомирський район              | Бехівська сільська рада                          |                        |               |                 | до 1 жовтня 1941  | Станом на 17 грудня 1926 року числився у підпорядкуванні Бехівської сільської ради Ушомирського району Коростенської округи. На 1 жовтня 1941 року не значився на обліку. |                                                                         |
| Волосач                         | хутір           | Потіївський район              | Аннопільська сільська рада                       |                        |               |                 | до 1 жовтня 1941  | До 1923 року — хутір Горбулівської та Потіївської волостей Радомисльського повіту Київської губернії. У 1923 році включений до складу новоствореної Аннопільської сільської ради Потіївської волості. 16 січня 1923 року передана до складу Неражської сільської ради, яка 7 березня 1923 року увійшла до складу новоутвореного Потіївського району Малинської округи. 10 вересня 1924 року підпорядкований відновленій Аннопільської сільської ради Потіївського району. На 1 жовтня 1941 року не значився на обліку.                                                                  |                                                                         |
| Вонійське                       | хутір           | Ушомирський район              | Пашинська сільська рада                          |                        |               |                 | до 1 жовтня 1941  | Станом на 17 грудня 1926 року числився у підпорядкуванні Пашинської сільської ради Ушомирського району Коростенської округи. На 1 жовтня 1941 року не значився на обліку. |                                                                         |
| Ворки                           | хутір           | Олевський район                | Білокоровицька сільська рада                     |                        |               |                 | до 1 вересня 1946 | Станом на 1 жовтня 1941 року числився у підпорядкуванні Білокоровицької сільської управи Олевського району Житомирської області. На 1 вересня 1946 року не значився на обліку. |                                                                         |
| Вороб'ї                         | хутір           | Словечанський район            | Левковицька сільська рада                        |                        |               |                 | до 1 жовтня 1941  | Станом на 17 грудня 1926 року числився у підпорядкуванні Левковицької сільської ради Словечанського району Коростенської округи. На 1 жовтня 1941 року не значився на обліку. |                                                                         |
| Ворожанки                       | хутір           | Народицький район              | Межиріцька сільська рада                         |                        |               |                 | до 1 жовтня 1941  | Інша назва — Вережники. Станом на 17 грудня 1926 року числився у підпорядкуванні Межиріцької сільської ради Народицького району Коростенської округи. На 1 жовтня 1941 року не значився на обліку. |                                                                         |
| Воронянка                       | хутір           | Троянівський район             | Руднє-Городищенська сільська рада                | 38 (1906)              | 6 (1906)      |                 | до 1 жовтня 1941  | | 50°04′32″ пн. ш. 28°27′23″ сх. д. / 50.075533° пн. ш. 28.456443° сх. д. |
| Вошолуха                        | хутір           | Олевський район                | Дубровська сільська рада                         |                        |               |                 | до 1 жовтня 1941  | Станом на 17 грудня 1926 року числився у підпорядкуванні Дубровської сільської ради Олевського району Коростенської округи. На 1 жовтня 1941 року не значився на обліку. |                                                                         |
| Вулька-Зеленицька               | колонія         | Барашівський район             | Йосипівська сільська рада                        | 79 (1923)              | 17 (1923)     |                 | до 1 жовтня 1941  | | 50°44′10″ пн. ш. 28°13′49″ сх. д. / 50.736168° пн. ш. 28.230192° сх. д. |
| В'юнище                         | колонія         | Новоград-Волинська міська рада | Боголюбівська сільська рада                      | 157 (1923)             | 31 (1923)     |                 | до 1 жовтня 1941  | | 50°40′30″ пн. ш. 27°32′57″ сх. д. / 50.674979° пн. ш. 27.549208° сх. д. |
| В'юнище                         | село            | Потіївський район              | Янівська сільська рада                           | 131 (1900)             | 24 (1900)     |                 |                   | | 50°39′52″ пн. ш. 29°04′13″ сх. д. / 50.664360° пн. ш. 29.070307° сх. д. |
| В'язенське                      | хутір           | Малинський район               | Пинязевицька сільська рада                       | 4 (1926)               | 1 (1926)      |                 | до 1 жовтня 1941  | |                                                                         |
| В'язковик                       | хутір           | Словечанський район            | Тхоринська сільська рада                         |                        |               |                 | до 1 жовтня 1941  | Станом на 17 грудня 1926 року числився у підпорядкуванні Тхоринської сільської ради Словечанського району Коростенської округи. На 1 жовтня 1941 року не значився на обліку. |                                                                         |
| Габрівка                        | село            | Червоноармійський район        | Мартинівська сільська рада                       | 227 (1924)             | 40 (1924)     |                 | 29 червня 1960    | | 50°25′34″ пн. ш. 28°14′52″ сх. д. / 50.426055° пн. ш. 28.247873° сх. д. |
| Гаврилова Піч                   | урочище         | Барашівський район             | Симонівська сільська рада                        | 159 (1924)             | 26 (1924)     |                 | до 1 жовтня 1941  | |                                                                         |
| Гавче                           | хутір           | Ушомирський район              | Бехівська сільська рада                          |                        |               |                 | до 1 жовтня 1941  | Станом на 17 грудня 1926 року числився у підпорядкуванні Бехівської сільської ради Ушомирського району Коростенської округи. На 1 жовтня 1941 року не значився на обліку. |                                                                         |
| Газівка                         | хутір           | Словечанський район            | Левківська сільська рада                         |                        |               |                 | до 1 жовтня 1941  | Станом на 17 грудня 1926 року числився у підпорядкуванні Левковицької сільської ради Словечанського району Коростенської округи. На 1 жовтня 1941 року не значився на обліку. | 51°22′57″ пн. ш. 28°27′06″ сх. д. / 51.382611° пн. ш. 28.451550° сх. д. |
| Гай                             | хутір           | Андрушівський район            | Вербівська сільська рада                         |                        |               |                 | 29 червня 1960    | | 50°01′19″ пн. ш. 29°13′18″ сх. д. / 50.021997° пн. ш. 29.221689° сх. д. |
| Гай                             | хутір           | Ушомирський район              | Пашинська сільська рада                          |                        |               |                 | до 1 жовтня 1941  | Станом на 17 грудня 1926 року числився у підпорядкуванні Пашинської сільської ради Ушомирського району Коростенської округи. На 1 жовтня 1941 року не значився на обліку. |                                                                         |
| Гай-Гуничі                      | хутір           | Овруцький район                | Гуницька сільська рада                           |                        |               |                 | до 1 жовтня 1941  | Станом на 17 грудня 1926 року числився у підпорядкуванні Гуницької сільської ради Овруцького району Коростенської округи. На 1 жовтня 1941 року не значився на обліку. |                                                                         |
| Гайдущина                       | хутір           | Любарський район               | Панасівська сільська рада                        | 140 (1926)             | 26 (1926)     | 1846            | до 1 жовтня 1941  | |                                                                         |
| Гайовий                         | хутір           | Чуднівський район              | Бабушківська сільська рада                       |                        |               |                 | до 1 жовтня 1941  | Станом на 17 грудня 1926 року числився у підпорядкуванні Бабушківської сільської ради Чуднівського району Бердичівської округи. На 1 жовтня 1941 року не значився на обліку. |                                                                         |
| Гай-Слобода                     | хутір           | Овруцький район                | Гуницька сільська рада                           |                        |               |                 | до 1 жовтня 1941  | Станом на 17 грудня 1926 року числився у підпорядкуванні Гуницької сільської ради Овруцького району Коростенської округи. На 1 жовтня 1941 року не значився на обліку. |                                                                         |
| Гале Болото                     | хутір           | Житомирський район             | Покостівська сільська рада                       | 147 (1924)             | 27 (1924)     |                 | до 1 жовтня 1941  | | 50°13′30″ пн. ш. 28°09′03″ сх. д. / 50.225089° пн. ш. 28.150712° сх. д. |
| Гале Болото                     | хутір           | Коростишівський район          | Щигліївська сільська рада                        |                        |               |                 |                   | До 1923 року входив до складу Ходорківської волості Сквирського повіту Київської губернії. У 1923 році увійшов до складу Грубської сільської ради, яка 7 березня 1923 року включена до складу новоутвореного Ходорківського району Бердичівської округи. 27 червня 1925 року, в складі сільської ради, увійшов до Коростишівського району Житомирської округи. У 1941—44 роках підпорядковувався Струцівській сільській управі Коростишівського району. 5 березня 1959 року, внаслідок об'єднання сільських рад, увійшов до складу Щигліївської сільської ради Коростишівського району. |                                                                         |
| Гале Болото                     | хутір           | Потіївський район              | Янівська сільська рада                           |                        |               |                 | до 1 жовтня 1941  | До 1928 року — колонія. Станом на вересень 1924 року числився у підпорядкуванні Янівської сільської ради Потіївського району Малинської округи. На 1 жовтня 1941 року не значився на обліку. |                                                                         |
| Гале Болото                     | хутір           | Радомишльський район           | Борщівська сільська рада                         |                        |               |                 | до 1 жовтня 1941  | Станом на 13 лютого 1928 року числився у підпорядкуванні Борщівської сільської ради Радомишльського району Волинської округи. На 1 жовтня 1941 року не значився на обліку. |                                                                         |
| Гале Болото                     | хутір           | Радомишльський район           | Верлооківська сільська рада                      |                        |               |                 | до 13 лютого 1928 | Станом на 15 червня 1926 року числився у підпорядкуванні Верлооківської сільської ради Радомишльського району Волинської округи. На 13 лютого 1928 року не значився на обліку. |                                                                         |
| Галепи                          | хутір           | Словечанський район            | Словечанська сільська рада                       |                        |               |                 | 29 червня 1960    | |                                                                         |
| Галява                          | лісова сторожка | Бердичівський район            | Красівська сільська рада                         | 5 (1926)               | 1 (1926)      | 1908            | до 1 жовтня 1941  | |                                                                         |
| Гамарня                         | село            | Лугинський район               | Повчанська сільська рада                         | 470 (1924)             | 86 (1924)     |                 | до 1 вересня 1946 | | 51°08′18″ пн. ш. 28°36′43″ сх. д. / 51.138373° пн. ш. 28.611968° сх. д. |
| Гандзів                         | хутір           | Андрушівський район            | Зарубинецька сільська рада                       | 6 (1926)               | 2 (1926)      | 1923            | до 1 жовтня 1941  | |                                                                         |
| Гани-Пропостище                 | хутір           | Червоноармійський район        | Новозаводська сільська рада                      |                        |               |                 | 29 вересня 1960   | |                                                                         |
| Ганночки                        | хутір           | Радомишльський район           | Межиріцька сільська рада                         |                        |               |                 | до 1 жовтня 1941  | Станом на 15 червня 1926 року числився у підпорядкуванні Межиріцької сільської ради Радомишльського району Волинської округи. На 1 жовтня 1941 року не значився на обліку. |                                                                         |
| Гарбузівка                      | хутір           | Радомишльський район           | Меделівська сільська рада                        |                        |               |                 | до 1 жовтня 1941  | Станом на 13 лютого 1928 року числився у підпорядкуванні Меделівської сільської ради Радомишльського району Волинської округи. На 1 жовтня 1941 року не значився на обліку. |                                                                         |
| Гардишівка                      | село            | Андрушівський район            | Андрушівська селищна рада                        | 1 203 (1926)           | 298 (1926)    | невідомо        | 6 січня 1975      | |                                                                         |
| Гаркуші                         | хутір           | Словечанський район            | Тхоринська сільська рада                         |                        |               |                 | до 1 жовтня 1941  | Станом на 17 грудня 1926 року числився у підпорядкуванні Тхоринської сільської ради Словечанського району Коростенської округи. На 1 жовтня 1941 року не значився на обліку. |                                                                         |
| Гарти                           | селище          | Ємільчинський район            | Миколаївська сільська рада                       | 16 (1906)              | 4 (1906)      |                 | до 1 березня 1961 | | 51°01′39″ пн. ш. 27°50′41″ сх. д. / 51.027566° пн. ш. 27.844809° сх. д. |
| Гатище                          | хутір           | Троянівський район             | Руднє-Миколаївська сільська рада                 | 108 (1906)             | 19 (1906)     |                 | до 1 жовтня 1941  | | 50°04′29″ пн. ш. 28°26′16″ сх. д. / 50.074668° пн. ш. 28.437644° сх. д. |
| Гатище                          | хутір           | Малинський район               | Баранівська сільська рада                        |                        |               |                 | до 17 грудня 1926 | До 1923 року входив до складу Малинської волості Радомисльського повіту. У 1923 підпорядковане новоутвореній Баранівській сільській раді, яка 7 березня 1923 року включена до складу новоствореного Малинського району Малинської округи. На 17 грудня 1926 року не значився на обліку. |                                                                         |
| Гать                            | хутір           | Андрушівський район            | Яроповицька сільська рада                        | 117 (1926)             | 27 (1926)     | 1683            | 29 червня 1960    | | 50°06′48″ пн. ш. 29°13′29″ сх. д. / 50.113418° пн. ш. 29.224716° сх. д. |
| Гать                            | хутір           | Олевський район                | Собичинська сільська рада                        |                        |               |                 | до 1 жовтня 1941  | Станом на 17 грудня 1926 року числився у підпорядкуванні Собичинської сільської ради Олевського району Коростенської округи. На 1 жовтня 1941 року не значився на обліку. |                                                                         |
| Гать                            | хутір           | Словечанський район            | Левковицька сільська рада                        |                        |               |                 | до 1 жовтня 1941  | Станом на 17 грудня 1926 року числився у підпорядкуванні Левковицької сільської ради Словечанського району Коростенської округи. На 1 жовтня 1941 року не значився на обліку. | 51°22′49″ пн. ш. 28°28′31″ сх. д. / 51.380393° пн. ш. 28.475410° сх. д. |
| Гацьківка                       | село            | Володарсько-Волинський район   | Кропивнянська сільська рада                      | 950 (1923)             | 170 (1923)    |                 | 1959—1961         | | 50°43′25″ пн. ш. 28°32′36″ сх. д. / 50.723738° пн. ш. 28.543216° сх. д. |
| Гачище                          | село            | Овруцький район                | Овруцька міська рада                             |                        |               |                 | 1 серпня 1971     | | 51°19′39″ пн. ш. 28°47′05″ сх. д. / 51.327467° пн. ш. 28.784794° сх. д. |
| Гачки                           | хутір           | Ушомирський район              | Бехівська сільська рада                          |                        |               |                 | до 1 жовтня 1941  | Станом на 17 грудня 1926 року числився у підпорядкуванні Бехівської сільської ради Ушомирського району Коростенської округи. На 1 жовтня 1941 року не значився на обліку. |                                                                         |
| Генрихівка                      | хутір           | Житомирський район             | Улянівська сільська рада                         | 348 (1923)             | 56 (1923)     |                 | до 1 вересня 1946 | |                                                                         |
| Гептари                         | село            | Овруцький район                | Кирданівська сільська рада                       | 340 (1923)             | 75 (1923)     |                 | 14 лютого 1983    | | 51°20′10″ пн. ш. 28°48′12″ сх. д. / 51.335998° пн. ш. 28.803370° сх. д. |
| Гераське                        | хутір           | Олевський район                | Кишинська сільська рада                          |                        |               |                 | до 1 жовтня 1941  | Станом на 17 грудня 1926 року числився у підпорядкуванні Кишинської сільської ради Олевського району Коростенської округи. На 1 жовтня 1941 року не значився на обліку. |                                                                         |
| Гераськів Ліс                   | хутір           | Радомишльський район           | Кримоцька сільська рада                          | 25 (1900)              | 3 (1900)      |                 | до 1 жовтня 1941  | | 50°31′01″ пн. ш. 29°19′55″ сх. д. / 50.516958° пн. ш. 29.331918° сх. д. |
| Гербіївка                       | хутір           | Любарський район               | Липненська сільська рада                         | 28 (1926)              | 5 (1926)      | невідомо        | до 1 жовтня 1941  | |                                                                         |
| Германа                         | хутір           | Любарський район               | Старолюбарська сільська рада                     | 14 (1926)              | 3 (1926)      | 1887            | до 1 жовтня 1941  | |                                                                         |
| Гилів                           | хутір           | Радомишльський район           | Вепринська сільська рада                         |                        |               |                 | до 1 жовтня 1941  | Станом на 13 лютого 1928 року числився у підпорядкуванні Вепринської сільської ради Радомишльського району Волинської округи. На 1 жовтня 1941 року не значився на обліку. |                                                                         |
| Гінгольда                       | хутір           | Любарський район               | Стрижівська сільська рада                        | 8 (1926)               | 1 (1926)      | невідомо        | до 1 жовтня 1941  | |                                                                         |
| Глезненська                     | економія        | Любарський район               | Глезненська сільська рада                        | 45 (1926)              | 12 (1926)     | 1914            | до 1 жовтня 1941  | |                                                                         |
| Глезненська Пасіка              | хутір           | Любарський район               | Глезненська сільська рада                        | 1 (1923)               | 1 (1923)      |                 | до 1 жовтня 1941  | |                                                                         |
| Глибока Долина                  | хутір           | Радомишльський район           | Межиріцька сільська рада                         |                        |               |                 | до 1 жовтня 1941  | Станом на 15 червня 1926 року числився у підпорядкуванні Межиріцької сільської ради Радомишльського району Волинської округи. На 1 жовтня 1941 року не значився на обліку. |                                                                         |
| Глибочок                        | хутір           | Ушомирський район              | Іскоростська сільська рада                       |                        |               |                 | до 1 жовтня 1941  | Станом на 17 грудня 1926 року числився у підпорядкуванні Іскоростської сільської ради Ушомирського району Коростенської округи. На 1 жовтня 1941 року не значився на обліку. |                                                                         |
| Глимів                          | хутір           | Народицький район              | Ласківська сільська рада                         |                        |               |                 | до 1 жовтня 1941  | Станом на 17 грудня 1926 року числився у підпорядкуванні Ласківської сільської ради Народицького району Коростенської округи. На 1 жовтня 1941 року не значився на обліку. |                                                                         |
| Глимів                          | хутір           | Народицький район              | Стародорогинська сільська рада                   |                        |               |                 | до 1 жовтня 1941  | Станом на 17 грудня 1926 року числився у підпорядкуванні Стародорогинської сільської ради Народицького району Коростенської округи. На 1 жовтня 1941 року не значився на обліку. |                                                                         |
| Глина                           | хутір           | Олевський район                | Радовельська сільська рада                       |                        |               |                 | до 1 жовтня 1941  | Станом на 17 грудня 1926 року числився у підпорядкуванні Радовельської сільської ради Олевського району Коростенської округи. На 1 жовтня 1941 року не значився на обліку. |                                                                         |
| Глинище                         | хутір           | Малинський район               | Баранівська сільська рада                        | 73 (1926)              | 17 (1926)     |                 | до 1 жовтня 1941  | |                                                                         |
| Глинище                         | хутір           | Народицький район              | Дідковицька сільська рада                        |                        |               |                 | до 1 жовтня 1941  | Станом на 17 грудня 1926 року числився у підпорядкуванні Дідковицької сільської ради Народицького району Коростенської округи. На 1 жовтня 1941 року не значився на обліку. |                                                                         |
| Глинки                          | хутір           | Олевський район                | Озерянська сільська рада                         |                        |               |                 | до 1 жовтня 1941  | Станом на 17 грудня 1926 року числився у підпорядкуванні Озерянської сільської ради Олевського району Коростенської округи. На 1 жовтня 1941 року не значився на обліку. |                                                                         |
| Глинки                          | село            | Щорський район                 | Любарсько-Гутянська сільська рада                | 231 (1923)             | 52 (1923)     |                 | до 1 жовтня 1941  | | 50°21′41″ пн. ш. 27°52′58″ сх. д. / 50.361509° пн. ш. 27.882746° сх. д. |
| Глинне                          | хутір           | Троянівський район             | Шумська сільська рада                            |                        |               |                 | до 1 жовтня 1941  | Станом на 10 жовтня 1925 року числився у підпорядкуванні Шумської сільської ради Троянівського району Волинської округи. На 1 жовтня 1941 року не значився на обліку. |                                                                         |
| Глуха                           | хутір           | Олевський район                | Кишинська сільська рада                          |                        |               |                 | до 1 жовтня 1941  | Станом на 17 грудня 1926 року числився у підпорядкуванні Кишинської сільської ради Олевського району Коростенської округи. На 1 жовтня 1941 року не значився на обліку. |                                                                         |
| Глухів Третій                   | хутір           | Радомишльський район           | Малорачанська сільська рада                      |                        |               |                 | до 1 жовтня 1941  | До 1923 року — хутір Кичкирівської волості Радомисльського повіту Київської губернії. У 1923 році включений до складу новоствореної Малорачанської сільської ради, яка 7 березня 1923 року увійшла до складу новоутвореного Радомишльського району Малинської округи. На 1 жовтня 1941 року не значився на обліку. |                                                                         |
| Гнатівка                        | слобода         | Базарський район               | Недашківська сільська рада                       | 172 (1906)             | 31 (1906)     |                 | до 1 жовтня 1941  | | 50°59′03″ пн. ш. 29°13′06″ сх. д. / 50.984136° пн. ш. 29.218278° сх. д. |
| Гнилиці                         | хутір           | Олевський район                | Озерянська сільська рада                         |                        |               |                 | до 1 жовтня 1941  | Станом на 17 грудня 1926 року числився у підпорядкуванні Озерянської сільської ради Олевського району Коростенської округи. На 1 жовтня 1941 року не значився на обліку. |                                                                         |
| Гноїн                           | урочище         | Ємільчинський район            | Кочичинська сільська рада                        |                        |               |                 | до 1 жовтня 1941  | Станом на 17 грудня 1926 року числився у підпорядкуванні Кочичинської сільської ради Ємільчинського району Коростенської округи. На 1 жовтня 1941 року не значився на обліку. |                                                                         |
| Годихський                      | хутір           | Дзержинський район             | Годиська сільська рада                           | 52 (1924)              | 7 (1924)      |                 | до 1 вересня 1946 | | 50°12′05″ пн. ш. 28°12′15″ сх. д. / 50.201390° пн. ш. 28.204170° сх. д. |
| Голенівка                       | колонія         | Коростишівський район          | Осиково-Копецька сільська рада                   | 59 (1924)              | 14 (1924)     |                 | до 1 жовтня 1941  | |                                                                         |
| Голий                           | хутір           | Радомишльський район           | Юрівська сільська рада                           |                        |               |                 | до 1 жовтня 1941  | Станом на 15 червня 1926 року числився у підпорядкуванні Юрівської сільської ради Радомишльського району Волинської округи. На 1 жовтня 1941 року не значився на обліку. |                                                                         |
| Голишинський                    | хутір           | Олевський район                | Жовтнева сільська рада                           |                        |               |                 | 29 червня 1960    | |                                                                         |
| Голишівка                       | село            | Баранівський район             | Полянківська сільська рада                       | 407 (1923)             | 88 (1923)     |                 | до 1 жовтня 1941  | | 50°14′34″ пн. ш. 27°42′44″ сх. д. / 50.242909° пн. ш. 27.712114° сх. д. |
| Голишова Липа                   | хутір           | Олевський район                | Юрівська сільська рада                           |                        |               |                 | до 1 жовтня 1941  | Станом на 17 грудня 1926 року числився у підпорядкуванні Юрівської сільської ради Олевського району Коростенської округи. На 1 жовтня 1941 року не значився на обліку. |                                                                         |
| Голіївка                        | хутір           | Радомишльський район           | Вишевицька сільська рада                         |                        |               |                 | до 1 жовтня 1941  | Станом на 13 лютого 1928 року числився у підпорядкуванні Вишевицької сільської ради Радомишльського району Волинської округи. На 1 жовтня 1941 року не значився на обліку. |                                                                         |
| Головине                        | поселення       | Черняхівський район            | Головинська сільська рада                        |                        |               |                 | до 1 вересня 1946 | Станом на 1 жовтня 1941 року числилося у підпорядкуванні Головинської сільської управи Черняхівського району Житомирської області. На 1 вересня 1946 року не значилося на обліку. |                                                                         |
| Головки                         | селище          | Малинський район               | Головківська сільська рада                       |                        |               |                 | до 1 вересня 1946 | | 50°50′04″ пн. ш. 29°06′58″ сх. д. / 50.834557° пн. ш. 29.116132° сх. д. |
| Головське                       | хутір           | Коростенський район            | Холосненська сільська рада                       |                        |               |                 | 29 вересня 1960   | |                                                                         |
| Голуба                          | хутір           | Любарський район               | Старолюбарська сільська рада                     | 3 (1926)               | 1 (1926)      | 1856            | до 1 жовтня 1941  | |                                                                         |
| Голубів                         | хутір           | Щорський район                 | Червонохатківська сільська рада                  | 82 (1924)              | 13 (1924)     |                 | до 1 жовтня 1941  | | 50°13′13″ пн. ш. 28°02′57″ сх. д. / 50.220140° пн. ш. 28.049126° сх. д. |
| Голубівка                       | село            | Потіївський район              | Меньківська сільська рада                        | 178 (1900)             | 28 (1900)     |                 | до 1 жовтня 1941  | | 50°40′41″ пн. ш. 29°10′15″ сх. д. / 50.678059° пн. ш. 29.170900° сх. д. |
| Голубово                        | хутір           | Олевський район                | Тепеницька сільська рада                         |                        |               |                 | до 1 жовтня 1941  | Станом на 17 грудня 1926 року числився у підпорядкуванні Тепеницької сільської ради Олевського району Коростенської округи. На 1 жовтня 1941 року не значився на обліку. |                                                                         |
| Гольша                          | хутір           | Ушомирський район              | Пашинська сільська рада                          |                        |               |                 | до 1 жовтня 1941  | Станом на 17 грудня 1926 року числився у підпорядкуванні Пашинської сільської ради Ушомирського району Коростенської округи. На 1 жовтня 1941 року не значився на обліку. |                                                                         |
| Гонорине                        | село            | Барашівський район             | Рясненська сільська рада                         | 324 (1923)             | 44 (1923)     |                 | 29 вересня 1960   | | 50°43′58″ пн. ш. 28°08′34″ сх. д. / 50.732860° пн. ш. 28.142815° сх. д. |
| Гонорівка                       | колонія         | Барашівський район             | Гоноринська сільська рада                        | 135 (1923)             | 25 (1923)     |                 | до 1 жовтня 1941  | | 50°45′19″ пн. ш. 28°08′48″ сх. д. / 50.755192° пн. ш. 28.146763° сх. д. |
| Гончариха                       | хутір           | Андрушівський район            | Зарубинецька сільська рада                       |                        |               |                 | до 1 вересня 1946 | Станом на 1 жовтня 1941 року показаний у підпорядкуванні Зарубинецької сільської управи Андрушівського району Житомирської області. На 1 вересня 1946 року не значився на обліку. |                                                                         |
| Гончариха                       | хутір           | Любарський район               | Вигнанська сільська рада                         | 31 (1926)              | 7 (1926)      | 1840            | до 1 жовтня 1941  | | 49°48′43″ пн. ш. 27°39′47″ сх. д. / 49.811845° пн. ш. 27.663019° сх. д. |
| Гора                            | хутір           | Олевський район                | Радовельська сільська рада                       |                        |               |                 | до 1 жовтня 1941  | Станом на 17 грудня 1926 року числився у підпорядкуванні Радовельської сільської ради Олевського району Коростенської округи. На 1 жовтня 1941 року не значився на обліку. |                                                                         |
| Горбате Поле                    | хутір           | Малинський район               | Головківська сільська рада                       | 46 (1926)              | 8 (1926)      |                 | до 1 жовтня 1941  | |                                                                         |
| Горбаші                         | колонія         | Черняхівський район            | Високо-Чеська сільська рада                      |                        |               |                 | до 1 жовтня 1941  | Також Велика Горбаша. Відома з 1924 року як населений пункт Високівської (згодом — Високо-Чеська) сільської ради Черняхівського району Житомирської округи. На 1 жовтня 1941 року не значилася на обліку. |                                                                         |
| Горбулів                        | хутір           | Потіївський район              | Горбулівська сільська рада                       |                        |               |                 | до 1 вересня 1946 | Станом на 1 жовтня 1941 року показаний у підпорядкуванні Горбулівської сільської управи Потіївського району Житомирської області. На 1 вересня 1946 року не значився на обліку. |                                                                         |
| Гордів                          | хутір           | Радомишльський район           | Негребівська сільська рада                       | 63 (1924)              | 13 (1924)     |                 | до 1 жовтня 1941  | |                                                                         |
| Горілий Міст                    | хутір           | Словечанський район            | Усівська сільська рада                           |                        |               |                 | до 1 жовтня 1941  | Станом на 17 грудня 1926 року числився у підпорядкуванні Усівської сільської ради Словечанського району Коростенської округи. На 1 жовтня 1941 року не значився на обліку. |                                                                         |
| Городець                        | хутір           | Малинський район               | Малинівська сільська рада                        | 57 (1926)              | 11 (1926)     |                 | до 1 жовтня 1941  | | 50°47′58″ пн. ш. 29°18′13″ сх. д. / 50.799578° пн. ш. 29.303723° сх. д. |
| Городець                        | хутір           | Олевський район                | Юрівська сільська рада                           |                        |               |                 | до 1 жовтня 1941  | Станом на 17 грудня 1926 року числився у підпорядкуванні Юрівської сільської ради Олевського району Коростенської округи. На 1 жовтня 1941 року не значився на обліку. |                                                                         |
| Городище                        | село            | Малинський район               | Українська сільська рада                         | 1480 (1941)            | 434 (1941)    |                 | 3 березня 1973    | | 50°45′36″ пн. ш. 29°17′54″ сх. д. / 50.760079° пн. ш. 29.298401° сх. д. |
| Городище                        | хутір           | Потіївський район              | Свидівська сільська рада                         |                        |               |                 | до 2 лютого 1928  | Входив до складу Горбулівської та Потіївської волостей Радомисльського повіту Київської губернії. У 1923 році увійшов до складу новоствореної Корчівської сільської ради Потіївської волості. 16 січня 1923 року переданий до складу Свидівської сільської ради, яка 7 березня 1923 року включена до складу новоутвореного Потіївського району Малинської округи. На 2 лютого 1928 року не значився на обліку. |                                                                         |
| Городище                        | хутір           | Черняхівський район            | Городищенська сільська рада                      | 233 (1924)             | 48 (1924)     |                 | 29 червня 1960    | | 50°21′02″ пн. ш. 28°49′03″ сх. д. / 50.350653° пн. ш. 28.817616° сх. д. |
| Городищенська школа             | школа           | Малинський район               | Городищенська сільська рада                      |                        |               |                 |                   | Станом на 17 грудня 1926 року числилася у підпорядкуванні Городищенської сільської ради Малинського району Коростенської округи. На 1 жовтня 1941 року не значилася на обліку. |                                                                         |
| Городницький поселок            |                 | Городницький район             | Лучицька сільська рада                           |                        |               |                 | до 1 вересня 1946 | Станом на 1 жовтня 1941 року показаний у підпорядкуванні Лучицької сільської ради Городницького району Житомирської області. На 1 вересня 1946 року не значився на обліку. |                                                                         |
| Горошки                         | колонія         | Володарсько-Волинський район   | Малогорошківська сільська рада                   | 164 (1924)             | 29 (1924)     |                 | до 1 жовтня 1941  | |                                                                         |
| Горошки                         | хутір           | Олевський район                | Голишівська сільська рада                        |                        |               |                 | до 1 жовтня 1941  | Станом на 17 грудня 1926 року числився у підпорядкуванні Голишівської сільської ради Олевського району Коростенської округи. На 1 жовтня 1941 року не значився на обліку. |                                                                         |
| Господар-економ                 | кооператив      | Бердичівський район            | Терехівська сільська рада                        |                        |               |                 | до 1 жовтня 1941  | Станом на 15 червня 1925 року числився у підпорядкуванні Терехівської сільської ради Бердичівського району Бердичівської округи. На 1 жовтня 1941 року не значився на обліку. |                                                                         |
| Гостинишне                      | хутір           | Малинський район               | Пинязевицька сільська рада                       |                        |               |                 | до 1 жовтня 1941  | Станом на 17 грудня 1926 року числився у підпорядкуванні Пинязевицької сільської ради Малинського району Коростенської округи. На 1 жовтня 1941 року не значився на обліку. |                                                                         |
| Гофманівка                      | колонія         | Городницький район             | Лучицька сільська рада                           | 157 (1923)             | 70 (1923)     | 1867            | до 1 жовтня 1941  | | 50°46′24″ пн. ш. 27°16′27″ сх. д. / 50.773207° пн. ш. 27.274037° сх. д. |
| Грабарка                        | хутір           | Бердичівський район            | Великонизгурецька сільська рада                  | 75 (1926)              | 11 (1926)     | 1820            | до 31 липня 1956  | |                                                                         |
| Грабарка                        | хутір           | Янушпільський район            | Буряківська сільська рада                        | 125 (1926)             | 25 (1926)     | 1910            | до 1 жовтня 1941  | |                                                                         |
| Грабівці                        | хутір           | Любарський район               | Вигнанська сільська рада                         | 5 (1926)               | 1 (1926)      | 1826            | до 1 жовтня 1941  | |                                                                         |
| Грабняк                         | хутір           | Малинський район               | Баранівська сільська рада                        | 41 (1926)              | 8 (1926)      |                 | до 1 жовтня 1941  | |                                                                         |
| Грабова                         | хутір           | Попільнянський район           | Почуйківська сільська рада                       | 20 (1900)              | 4 (1900)      |                 | 29 червня 1960    | |                                                                         |
| Грабовець                       | колонія         | Новоград-Волинський повіт      | Рогачівська волость                              | 50 (1910)              | 6 (1906)      |                 |                   | | 50°20′08″ пн. ш. 27°56′52″ сх. д. / 50.335453° пн. ш. 27.947808° сх. д. |
| Грабовець                       | село            | Щорський район                 | Турівська сільська рада                          | 167 (1923)             | 35 (1923)     |                 |                   | | 50°20′08″ пн. ш. 27°56′52″ сх. д. / 50.335453° пн. ш. 27.947808° сх. д. |
| Грабочин                        | хутір           | Олевський район                | Собичинська сільська рада                        |                        |               |                 | до 1 жовтня 1941  | Станом на 17 грудня 1926 року числився у підпорядкуванні Собичинської сільської ради Олевського району Коростенської округи. На 1 жовтня 1941 року не значився на обліку. |                                                                         |
| Града                           | село            | Коростишівський район          | Туровецька сільська рада                         | 174 (1923)             | 36 (1923)     |                 |                   | | 50°10′56″ пн. ш. 28°58′01″ сх. д. / 50.182280° пн. ш. 28.966961° сх. д. |
| Гранкар'єр                      | хутір           | Малинський район               | Пинязевицька сільська рада                       |                        |               | 1928            | 29 червня 1960    | |                                                                         |
| Гранова                         | хутір           | Любарський район               | Старолюбарська сільська рада                     | 30 (1926)              | 5 (1926)      | 1900            | до 1 жовтня 1941  | |                                                                         |
| Гребелька                       | хутір           | Радомишльський район           | Меделівська сільська рада                        |                        |               |                 | до 1 жовтня 1941  | Станом на 13 лютого 1928 року числився у підпорядкуванні Меделівської сільської ради Радомишльського району Волинської округи. На 1 жовтня 1941 року не значився на обліку. |                                                                         |
| Грезля                          | хутір           | Овруцький район                | Товкачівська сільська рада                       | 109 (1923)             | 37 (1923)     |                 | до 1 жовтня 1941  | | 51°20′34″ пн. ш. 28°48′26″ сх. д. / 51.342700° пн. ш. 28.807159° сх. д. |
| Греки                           | хутір           | Словечанський район            | Лучанківська сільська рада                       | 56 (1906)              | 9 (1906)      |                 | після 1952        | |                                                                         |
| Грембецького                    | хутір           | Любарський район               | Гриновецька сільська рада                        | 18 (1926)              | 4 (1926)      | невідомо        | до 1 жовтня 1941  | |                                                                         |
| Гречаний                        | хутір           | Щорський район                 | Червонохатківська сільська рада                  | 61 (1924)              | 9 (1924)      |                 | до 1 жовтня 1941  | | 50°13′43″ пн. ш. 28°02′46″ сх. д. / 50.228652° пн. ш. 28.046084° сх. д. |
| Гринжовка                       | слобода         | Новоград-Волинська міська рада | Вербівська сільська рада                         | 170 (1923)             | 29 (1923)     |                 | до 1 жовтня 1941  | | 50°40′30″ пн. ш. 27°56′49″ сх. д. / 50.674985° пн. ш. 27.946872° сх. д. |
| Грицькове                       | хутір           | Малинський район               | Ворсівська сільська рада                         | 7 (1926)               | 1 (1926       |                 | до 1 жовтня 1941  | |                                                                         |
| Гриньки                         | хутір           | Овруцький район                | Піщаницька сільська рада                         |                        |               |                 | до 1 жовтня 1941  | Станом на 17 грудня 1926 року числився у підпорядкуванні Піщаницької сільської ради Овруцького району Коростенської округи. На 1 жовтня 1941 року не значився на обліку. |                                                                         |
| Гріхин                          | хутір           | Словечанський район            | Левковицька сільська рада                        |                        |               |                 | до 1 жовтня 1941  | Станом на 17 грудня 1926 року числився у підпорядкуванні Левковицької сільської ради Словечанського району Коростенської округи. На 1 жовтня 1941 року не значився на обліку. |                                                                         |
| Грозинський                     | радгосп         | Ушомирський район              | Немирівська сільська рада                        |                        |               |                 | до 1 вересня 1946 | Станом на 17 грудня 1926 року числився у підпорядкуванні Немирівської сільської ради Ушомирського району Коростенської округи. На 1 жовтня 1941 року — Опитне Поле. На 1 вересня 1946 року не значився на обліку. |                                                                         |
| Громадське Болото               | хутір           | Малинський район               | Ворсівська сільська рада                         | 5 (1926)               | 1 (1926       |                 | до 1 жовтня 1941  | |                                                                         |
| Грощина                         | хутір           | Любарський район               | Старолюбарська сільська рада                     | 43 (1926)              | 9 (1926)      | 1921            | до 1 жовтня 1941  | |                                                                         |
| Груд                            | хутір           | Олевський район                | Кам'янська сільська рада                         |                        |               |                 | до 1 жовтня 1941  | Станом на 17 грудня 1926 року числився у підпорядкуванні Кам'янської сільської ради Олевського району Коростенської округи. На 1 жовтня 1941 року не значився на обліку. |                                                                         |
| Груд                            | хутір           | Радомишльський район           | Вепринська сільська рада                         |                        |               |                 | до 1 жовтня 1941  | Станом на 13 лютого 1928 року числився у підпорядкуванні Вепринської сільської ради Радомишльського району Волинської округи. На 1 жовтня 1941 року не значився на обліку. |                                                                         |
| Груздів                         | хутір           | Андрушівський район            | Маломошковецька сільська рада                    | 4 (1926)               | 1 (1926)      | 1922            | до 1 жовтня 1941  | |                                                                         |
| Грузинського                    | хутір           | Любарський район               | Старолюбарська сільська рада                     | 25 (1923)              | 4 (1923)      |                 | після 1923        | |                                                                         |
| Грузливець                      | колонія         | Щорський район                 | Старомайданська сільська рада                    | 174 (1924)             | 30 (1924)     |                 | до 1 жовтня 1941  | | 50°23′34″ пн. ш. 28°04′07″ сх. д. / 50.392769° пн. ш. 28.068607° сх. д. |
| Грузливець                      | хутір           | Щорський район                 | Старомайданська сільська рада                    | 65 (1924)              | 24 (1924)     |                 | до 1 жовтня 1941  | | 50°13′06″ пн. ш. 28°04′00″ сх. д. / 50.218356° пн. ш. 28.066683° сх. д. |
| Грузька                         | хутір           | Любарський район               | Старолюбарська сільська рада                     | 9 (1926)               | 3 (1926)      | 1883            | до 1 жовтня 1941  | |                                                                         |
| Грузька                         | хутір           | Радомишльський район           | Кримоцька сільська рада                          |                        |               |                 | до 1 жовтня 1941  | Станом на 13 лютого 1928 року числився у підпорядкуванні Кримоцької сільської ради Радомишльського району Волинської округи. На 1 жовтня 1941 року не значився на обліку. |                                                                         |
| Грузька                         | хутір           | Троянівський район             | Шумська сільська рада                            | 91 (1906)              | 16 (1906)     |                 | до 1 жовтня 1941  | |                                                                         |
| Єврейська колонія               | колонія         | Бердичівський повіт            | Пузирецька волость                               | 196 (1900)             | 44 (1900)     |                 |                   | |                                                                         |